# Culex
Culex é um gênero de mosquito descrito por Linnaeus em 1758, que engloba mais de 300 espécies e é vulgarmente conhecido por pernilongo, pernilongo-comum ou muriçoca, e que apresenta a maior variedade de espécies entre os culicídeos, abrangendo uma grande variedade de nichos, dos criadouros naturais, como bromélias, ou artificiais, como pneus e vasos de plantas. Por ter despertado o interesse médico mais recentemente, é um gênero muito pouco estudado e assim, organizado no sentido sistemático, taxonômico e filogenético. É muito comum encontrar espécies de Culex em cidades, sendo vetor de algumas doenças, entre elas a filariose.
É vetor de vírus de encefalite como o do Nilo ocidental. Pode transmitir também a elefantíase, sendo vector de um nematelminto.

## Ciclo de vida

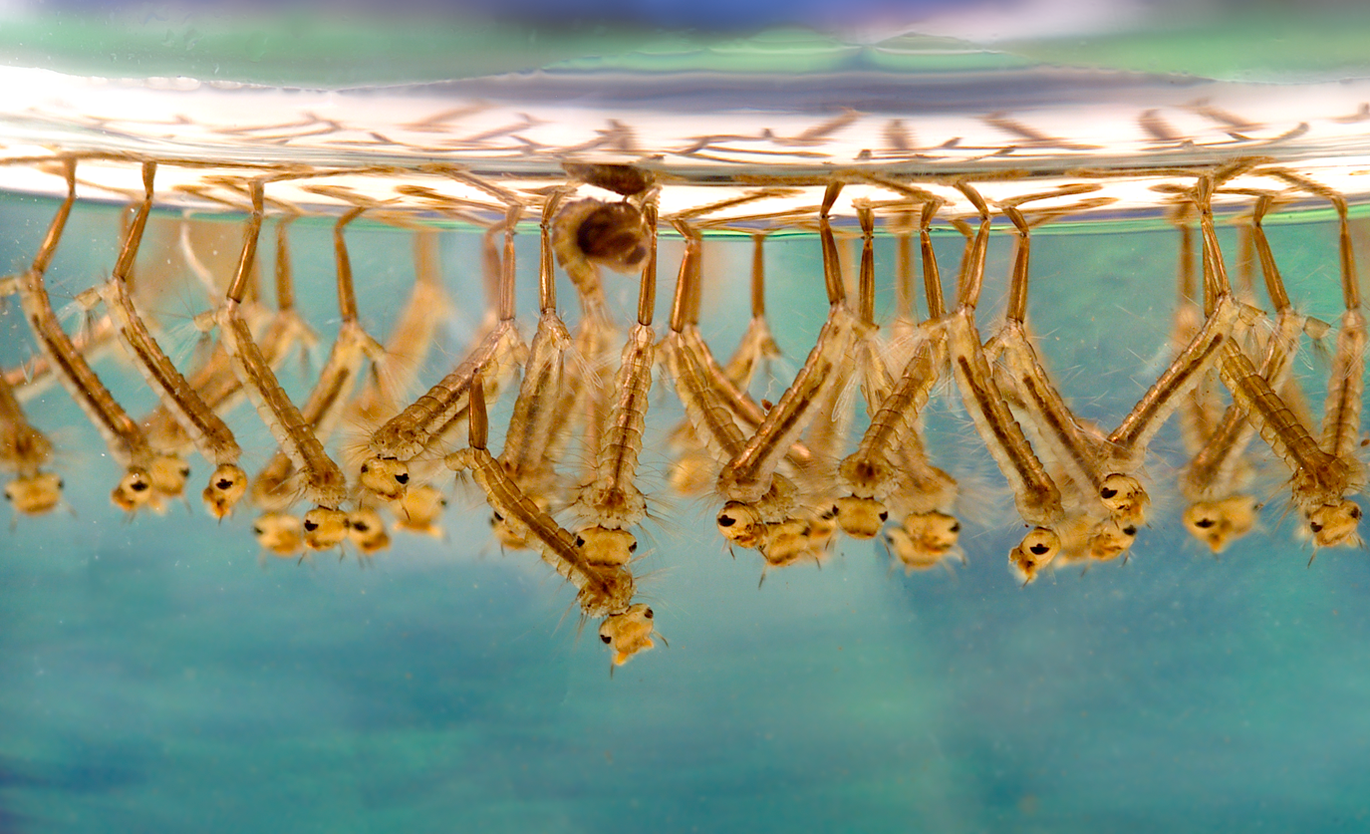
Larvas de Culex com uma pupa ao centro.

O ciclo do seu desenvolvimento compreende-se em duas semanas e implica uma metamorfose completa (o que significa que durante vários estágios de seu desenvolvimento, as mudanças também ocorrem no campo da sua morfologia e não somente no tamanho). Os ovos podem ser colocados individualmente ou em grupos, de acordo com a espécie. Eclodem na presença da água dando origem a uma larva do primeiro estágio. Todos os estágios da larvas ocorrem dentro da água e essas larvas alimentam-se de matéria orgânica e plantas que conduzem ao aumento do tamanho dos estágios sucessivos. As larvas do sexto estágio evoluem para pupa, no formulário de uma vírgula. A pupa cessa da alimentação via nutrição e termina sua metamorfose como um adulto após um dia ou dois.

## subgêneros
| - Acalleomyia - Acallyntrum - Aedinus - Afroculex - Allimanta - Anoedioporpa - Barraudius - Belkinomyia - Carrollia - Culex - Culiciomyia - Eumelanomyia - Kitzmilleria | - Lasiosiphon - Lophoceraomyia - Maillotia - Melanoconion - Micraedes - Microculex - Neoculex - Nomina Dubia - Oculeomyia - Phenacomyia - Rejected Names - Sirivanakarnius - Tinolestes |  |

## Lista de especies do gênero Culex

### SubgêneroAcalleomyiaLeicester
- Culex obscurus (Leicester, 1908)

Indonésia, Malásia

### SubgêneroAcallyntrumStone & Penn
- Culex axillicola Steffan, 1979

Papua-Nova Guiné
- Culex belkini Stone & Penn, 1948

Ilhas Salomão
- Culex bicki Stone & Penn, 1947

Indonésia
- Culex binigrolineatus Knight & Rozeboom, 1945

Indonésia
- Culex bougainvillensis Steffan, 1979

Ilhas Salomão
- Culex miyagii Mogi & Toma, 1999

Indonésia
- Culex pallidiceps (Theobald, 1905)

Papua-Nova Guiné
- Culex perkinsi Stone & Penn, 1948

Ilhas Salomão

### SubgêneroAedinusLutz
- Culex accelerans Root, 1927

Brasil, Panamá, Trinidad e Tobago, Guiana Francesa
- Culex amazonensis (Lutz, 1905)

Brasil, Colômbia, Panamá, Suriname, Trinidad e Tobago, Venezuela, Guiana Francesa
- Culex hildebrandi Evans, 1923

- Culex paraplesia Dyar, 1922

- Culex tapena Dyar, 1919

- Culex clastrieri Casal & Garcia, 1968

Brasil
- Culex guyanensis Clastrier, 1970

Guiana Francesa

### SubgêneroAfroculexDanilov
- Culex lineata Theobald, 1912

Moçambique, África do Sul
- Culex pulchrithorax Edwards, 1914

### SubgêneroAllimantaCasal & Garcia
- Culex tramazayguesi Duret, 1954

Argentina

### SubgêneroAnoedioporpaDyar
- Culex bamborum Rozeboom & Komp, 1948

Colômbia
- Culex belemensis Duret & Damasceno, 1955

Brasil, Guiana Francesa
- Culex browni Komp, 1936

Colômbia, Panamá
- Culex canaanensis Lane & Whitman, 1943

Brasil
- Culex chaguanco Casal, Garcia, & Fernandez, 1968

Argentina
- C. conservator Dyar & Knab, 1906

Belize, Brasil, Colômbia, Costa Rica, Guatemala, Honduras, México, Panamá, Peru, Suriname, Trinidad e Tobago, Venezuela, Pequenas Antilhas
- Culex bifoliata Dyar, 1922

- Culex divisior Dyar & Knab, 1906

- Culex surukumensis Anduze, 1941

- Culex corrigani Dyar & Knab, 1907

Colômbia, Costa Rica, Nicaragua, Panamá
- Culex chalcocorystes Martini, 1914

- Culex damascenoi Duret, 1969

Brasil
- Culex luteopleurus (Theobald, 1903)

Brasil
- Culex menui Clastrier, 1971

Guiana Francesa
- Culex originator Gordon & Evans, 1922

Brasil, Granada, Guiana Francesa
- Culex paganus Evans, 1923

Brasil, Venezuela
- Culex quasioriginator Duret, 1972

Brasil
- Culex restrictor Dyar & Knab, 1906

Belize, Costa Rica, El Salvador, Honduras, México, Panamá

### SubgêneroBarraudiusEdwards
- Culex modestus Ficalbi, 1889

Argélia, China, República Checa, Grécia, Hungria, Irão, Iraque, Israel, Itália, Mongólia, Marrocos, Polónia, Roménia, Rússia, Eslováquia, Espanha, Tajiquistão, Turquia, Reino Unido
- Culex eadithae Barraud, 1924

- Culex nudipalpis Shingarev, 1927

- Culex tanajcus Stschelkanovzev, 1926

Japão, Coreia
- Culex pusillus Macquart, 1850

Argélia, Egipto, Grécia, Irão, Iraque, Líbia, Arábia Saudita, Sudão, Síria, Tajiquistão, Tunísia, Turquia, Turquemenistão, Emirados Árabes Unidos, Uzbequistão
- Culex richeti Brunhes & Venhard, 1966

Nigéria

### SubgêneroBelkinomyiaAdames & Galindo
- Culex eldridgei Adames & Galindo, 1973

Colômbia

### SubgêneroCarrolliaLutz
- Culex anduzei Cerqueira & Lane, 1944

Brasil
- Culex antunesi Lane & Whitman, 1943

Brasil, Colômbia, Costa Rica, Panamá, Guiana Francesa
- Culex monaensis Floch & Fauran, 1955

- Culex babahoyensis Levi-Castillo, 1953

Costa Rica, Equador, Nicaragua
- Culex bihaicola Dyar & Nunez Tovar, 1927

Colômbia, Costa Rica, Equador, Guatemala, México, Panamá, Venezuela
- Culex bonnei Dyar, 1921

Brasil, Colômbia, Equador, Suriname, Guiana Francesa
- Culex cerqueirai Valencia, 1973

Panamá
- Culex guerreroi Cova Garcia, Sutil, & Pulido, 1971

Venezuela
- Culex infoliatus Bonne-Wepster & Bonne, 1919

Brasil, Equador, Peru, Suriname, Venezuela, Guiana Francesa
- Culex insigniforceps Clastrier & Claustre, 1978

Guiana Francesa
- Culex iridescens (Lutz, 1905)

Brasil
- Culex kompi Valencia, 1973

Colômbia
- Culex metempsytus Dyar, 1921

Colômbia, Costa Rica, Guatemala, Panamá
- Culex rausseoi Cova Garcia, Sutil & Pulido, 1972

Venezuela
- Culex secundus Bonne-Wepster & Bonne, 1919

Brasil, Colômbia, Costa Rica, Equador, Panamá
- Culex soperi Antunes & Lane, 1937

Argentina, Brasil
- Culex urichii (Coquillett, 1906)

Belize, Bolívia, Brasil, Colômbia, Costa Rica, Equador, Panamá, Peru, Suriname, Trinidad e Tobago, Venezuela
- Culex mathesoni Anduze, 1942

- Culex wannonii Cova Garcia & Sutil Oramus, 1976

Venezuela
- Culex wilsoni Lane & Whitman, 1943

Brasil, Colômbia

### SubgêneroCulexLinnaeus
- Culex abnormalis Lane, 1936

Brasil, Colômbia
- C. scutatus Rozeboom & Komp, 1948

- C. acharistus Root, 1927

Argentina, Brasil, Chile
- C. alani Forattini, 1965

Colômbia
- C. albinervis Edwards, 1929

Fiji, Tonga
- C. alienus Colless, 1957

Malásia, Singapura, Tailândia, Vietnã
- C. alis Theobald, 1903

Indonésia, Malásia, Filipinas, Singapura, Taiwan, Tailândia, Vietnã
- C. neolitoralis Bram, 1976

- C. ameliae Casal, 1967

Argentina
- C. andersoni Edwards, 1914

Quénia, Malawi, Tanzânia, Uganda, República Democrática do Congo, Etiópia
- C. annulioris Theobald, 1901

Zimbabwe, Africa Tropical
- C. congolensis Evans, 1923

- C. gambiensis Theobald, 1903

- C. major Edwards, 1935

- C. mayumbae Galliard, 1931

- C. pseudoannulioris Theobald, 1909

Gabão, Gana, Quénia, Libéria, Moçambique, Nigéria, Serra Leoa, Sudão, Tanzânia, Uganda, República Democrática do Congo
- C. annulirostris Skuse, 1889

Austrália, Fiji, Indonésia, Kiribati, Nauru, Palau, Papua-Nova Guiné, Filipinas, Ilhas Salomão, Tonga, Vanuatu, Nova Caledónia, Tuvalu, Ilhas Cook
- C. consimilis Taylor, 1913

- C. jepsoni Bahr, 1912

- C. palmi Baisas, 1938

- C. simplex Taylor, 1914

- C. somerseti Taylor, 1912

Austrália
- C. annuliventris (Blanchard, 1852. In Gay 1852)

Chile
- C. annulus Theobald, 1901

China, Indonésia, Filipinas
- C. adelae Baisas, 1938

- C. cheni Ho., 1963

- C. permixtus Hsieh & Liao, 1956

- C. pseudoinfula Theobald, 1911

- C. antennatus (Becker, 1903)

Angola, Botswana, Egipto, Irão, Israel, Jordânia, Madagáscar
- C. laurenti Newstead, 1907, in Newstead, Dutton, & Todd 1907

- C. apicinus Philippi, 1865

Bolívia, Chile, Peru
- C. alticola Martini, 1931

- C. debilis Dyar & Knab, 1914

- C. escomeli Brethes, 1920

- C. aquarius Strickman, 1990

Costa Rica
- C. archegus Dyar, 1929

Colômbia, Equador, Peru
- C. argenteopunctatus (Ventrillon, 1905)

Madagáscar, Moçambique
- C. abyssinicus Van Someren, 1945

Angola, Camarões, República Centro-Africana, Congo, Gana, Quénia, Namíbia, Senegal, Serra Leoa, África do Sul, Sudão, República Democrática do Congo
- C. articularis Philippi, 1865

Argentina, Chile, Equador, Peru
- C. asteliae Belkin, 1968

Nova Zelândia
- C. astridianus de Meillon, 1942

República Democrática do Congo
- C. ataeniatus Theobald, 1911

África do Sul
- C. atriceps Edwards, 1926

Polinésia Francesa
- C. nigriceps Buxton, 1927

- C. aurantapex Edwards, 1914

Quénia, Moçambique, África do Sul, República Democrática do Congo
Etiópia
- C. australicus Dobrotworsky & Drummond, 1953

Austrália, Vanuatu, Nova Caledónia
- C. bahamensis Dyar & Knab, 1906

Bahamas, Cuba, Jamaica, Estados Unidos da América, Porto Rico, Ilhas Virgens, Ilhas Caymans
- C. eleuthera Dyar, 1917

- C. petersoni Dyar, 1920

- C. banksensis Maffi & Tenorio, 1977

Vanuatu
- C. barraudi Edwards, 1922

China, Índia, Nepal, Paquistão, Sri Lanka, Tailândia
- C. beta Seguy, 1924

Argélia
- C. bickleyi Forattini, 1965

Colômbia
- C. bidens Dyar, 1922

Argentina, Bolívia, Brasil, México, Paraguai, Uruguai, Venezuela
- C. bihamatus Edwards, 1926

Indonésia
- C. bonneae Dyar & Knab, 1919

Brasil, Colômbia, Costa Rica, Panamá, Suriname, Guiana Francesa
- C. brami Forattini, Rabello, & Lopes, 1967

Brasil
- C. brethesi Dyar, 1919

Argentina, Uruguai
- C. brevispinosus Bonne-Wepster & Bonne, 1919

Brasil, Colômbia, Suriname, Venezuela
- C. brumpti Galliard, 1931

França, Marrocos
- C. bukavuensis Wolfs, 1947

República Democrática do Congo
- C. calurus Edwards, 1935

Quénia
- C. camposi Dyar, 1925

Colômbia, Equador, Peru
- C. carcinoxenus De Oliveira Castro, 1932

Brasil
- C. carleti Brunhes & Ravaonjanahary, 1971

Madagáscar, Comoros
- C. castelli Hamon, 1957

Costa do Marfim
- C. castroi Casal & Garcia, 1967

Argentina, Uruguai
- C. chidesteri Dyar, 1921

Argentina, Belize, Brasil, Colômbia, Costa Rica, Cuba, Equador, Jamaica, México, Panamá, Paraguai, Estados Unidos da América, Uruguai, Venezuela, Porto Rico, Pequenas Antilhas
- C. deanei Correa & Ramalho, 1959

- C. finlayi Perez Vigueras, 1956

- C. chitae Duret, 1967

Colômbia
- C. chorleyi Edwards, 1941

Etiópia, África do Sul, Uganda, República Democrática do Congo
- C. comorensis Brunhes, 1977

Comoros
- C. cornutus Edwards, 1922

Índia
- C. coronator Dyar & Knab, 1906

Argentina, Belize, Bolívia, Brasil, Colômbia, Costa Rica, El Salvador, Guatemala, Honduras, Nicarágua, Panamá, Paraguai, Peru, Suriname, Trinidad e Tobago, Estados Unidos da América, Uruguai, Venezuela, Guiana Francesa
- C. mooseri Vargas & Martinez Palacios, 1954

- C. covagarciai Porattini,

Venezuela
- C. crinicauda Edwards, 1921

Austrália
- C. parvus Taylor, 1912

- C. curvibrachius Angulo, 1993

Chile
- C. cuyanus Duret, 1968

Argentina
- C. decens Theobald, 1901

Gana, Nigéria, Serra Leoa, África do Sul, Iémen, Comoros
- C. lividocostalis Graham, 1910

- C. masculus Theobald, 1901

- C. minutus Theobald, 1905

- C. nigrocostalis Theobald, 1909

- C. declarator Dyar & Knab, 1906

Belize, Bolívia, Brasil, Costa Rica, El Salvador, Guiana, México, Panamá, Paraguai, Suriname, Trinidad e Tobago, Estados Unidos da América, Uruguai, Venezuela, Guiana Francesa, Pequenas Antilhas
- C. dictator Dyar & Knab, 1909

- C. forattinii Correa & Ramalho, 1959

- C. inquisitor Dyar & Knab, 1906

- C. jubilator Dyar & Knab, 1907

- C. proclametor Dyar & Knab, 1906

- C. revelator Dyar & Knab, 1907

- C. vindicator Dyar & Knab, 1909

- C. delys Howard, Dyar, & Knab, 1915

Panamá
- C. demeilloni Doucet, 1950

Madagáscar
- C. diengensis Brug, 1931

Indonésia
- C. diplophyllum Dyar, 1929

Peru
- C. dohenyi Hogue, 1975

Costa Rica
- C. dolosus (Lynch Arribalzaga, 1891)

Argentina, Bolívia, Brasil, Chile, Equador, Paraguai, Uruguai
- C. bilineatus Theobald, 1903

- C. boneriensis Brethes, 1916

- C. duplicator Dyar & Knab, 1909

República Dominicana, Haiti
- C. duttoni Theobald, 1901

Angola, Benin, Camarões, Etiópia, Gana, Quénia, Malawi, Nigéria, Senegal, Serra Leoa, África do Sul, Sudão, Tanzânia, Uganda, Iémen, Zimbabwe, Guiné Equatorial
- C. albovirgetus Graham, 1910

- C. anarmostus Theobald, 1903l70 (F).

- C. bifoliata Theobald, 1905

- C. condylodesmus Gruenberg, 1905

- C. dissimilis Theobald, 1901

- C. hirsutipelpis Theobald, 1901

- C. minutus Theobald, 1905

- C. eduardoi Casal & Garcia, 1968

Argentina
- C. edwardsi Barraud, 1923

Austrália, Índia, Nepal, Filipinas, Sri Lanka
- C. epidesmus (Theobald, 1910)

Bangladexe, Índia, Nepal, Paquistão, Sri Lanka
- C. luteoebdominalis Theobald, 1910

- C. ochrecee Theobald,
- C. erythrothorax Dyar, 1907

México, Estados Unidos da América
- C. arabiensis Theobald, 1913

- C. badgeri Dyar, 1924

- C. federalis Dyar, 1923

- C. fasyi Baisas, 1938

Filipinas
- C. fernandezi Casal, Garcia & Cavalieri, 1966

Argentina
- C. foliaceus Lane, 1945

Brasil
- C. fuscocephala Theobald, 1907

Bangladexe, Camboja, China, Índia, Indonésia, Japão, Laos, Malásia, Nepal, Paquistão, Filipinas, Singapura, Sri Lanka, Taiwan, Vietnã
- C. fuscitarsis Barraud, 1924

- C. inelegans Dyar, 1920

- C. luteola Theobald, 1910

- C. minimus Leicester, 1908

- C. taytayensis Banks, 1909

- C. uniformis Leicester, 1908

- C. gameti Bailly-Choumara, 1966

Camarões
- C. garciai Broche, 2000

Cuba
- C. gelidus Theobald, 1901

Bangladexe, Camboja, China, Índia, Indonésia, Japão, Malásia, Nepal, Paquistão, Filipinas, Sri Lanka, Taiwan, Tailândia, Vietnã, Myanmar
- C. bipunctata Theobald, 1907

- C. cuneatus Theobald, 1901

- C. geminus Colless, 1955

Malásia, Singapura
- C. giganteus Ventrillon, 1906

Madagáscar
- C. neireti Ventrillon, 1906

- C. globocoxitus Dobrotworsky, 1953

Austrália
- C. grahamii Theobald, 1910

Angola, Burkina Faso, Camarões, República Centro-Africana, Congo, Gâmbia, Gana, Quénia, Libéria, Madagáscar, Nigéria, Senegal, Sudão, Togo, Uganda, República Democrática do Congo
- C. pullatus Graham, 1910

Mali, Nigéria
- C. guayasi Levi-Castillo, 1953

Equador
- C. guiarti Blanchard, 1905

África do Sul, Burkina Faso, Camarões, Congo, Gabão, Gâmbia, Quénia, Libéria, Madagáscar, Mali, Moçambique, Nigéria, República Centro-Africana, Senegal, Sudão, Tanzânia, Uganda, República Democrática do Congo
- C. viridis Theobald, 1903

Gana, Nigéria
- C. guizhouensis Chen & Zhao, 1985

China
- C. habilitator Dyar & Knab, 1906

República Dominicana, Peru, Trinidad e Tobago, Porto Rico, Pequenas Antilhas
- C. eremita Howard, Dyar, & Knab, 1912

- C. hancocki Edwards, 1930

Quénia, Uganda
- C. hepperi Casal & Garcia, 1967

Argentina, Uruguai
- C. hopkinsi Edwards, 1932

Uganda, República Democrática do Congo
- C. huangae Meng, 1958

China
- C. hutchinsoni Barraud, 1924

Bangladexe, Camboja, Índia, Malásia, Nepal, Paquistão, Filipinas, Singapura, Tailândia, Vietnã, Myanmar
- C. incognitus Baisas, 1938

Indonésia, Filipinas
- C. inflictus Theobald, 1901

Belize, Colômbia, Costa Rica, Cuba, Grenada, México, Panamá, Trinidad e Tobago, Venezuela, Pequenas Antilhas
- C. extricator Dyar & Knab, 1906

- C. scholasticus Theobald, 1901

- C. infula Theobald, 1901

Bangladexe, Índia, Indonésia, Malásia, Myanmar (Burma, Nepal, Filipinas, Sri Lanka, Tailândia, Vietnã)
- C. afridii Qutubuddin., 1956

- C. ambiguus Theobald, 1903

- C. domesticus Leicester, 1908

- C. ocellata Theobald, 1907

- C. sarawaki Theobald, 1907

- C. taeniarostris Theobald, 1907

- C. tenax Theobald, 1901

- C. ingrami Edwards, 1916

Camarões, República Centro-Africana, Congo, Gabão, Gana, Libéria, Nigéria, Serra Leoa, Uganda, Guiana Francesa, República Democrática do Congo
- C. interfor Dyar, 1928

Argentina
- C. interrogator Dyar & Knab, 1906

El Salvador, México, Nicarágua, Panamá, Estados Unidos da América
- C. reflector Dyar & Knab, 1909

- C. invidiosus Theobald, 1901

Camarões, Gabão, Gâmbia, Gana, Quénia, Libéria, Nigéria, Senegal, Serra Leoa, Sudão, Tanzânia, Uganda, República Democrática do Congo
- C. aquilus Graham, 1910

- C. chloroventer Theobald, 1909

- C. euclastus Theobald, 1903

Congo, Nigéria, Uganda, República Democrática do Congo
- C. iyengari Mattingly & Rageau, 1958

Nova Caledónia
- C. jacksoni Edwards, 1934

China, Índia, Coreia, Nepal, Rússia, Sri Lanka, Taiwan
- C. fuscifurcatus Edwards, 1934

- C. kangi Lien., 1968

- C. janitor Theobald, 1903

Haiti, Jamaica, Porto Rico
- C. kesseli Belkin, 1962

Polinésia Francesa
- C. kinabaluensis Sirivanakarn, 1976

Malásia
- C. lahillei Bachmann & Casal, 1962

Argentina
- C. laticinctus Edwards, 1913

Djibouti, Etiópia, Grécia, Irão, Israel, Jordânia, Líbano, Marrocos, Omã, Portugal, Roménia, Arábia Saudita, Espanha, Sudão, Síria, Turquia, Iémen, África Equatorial Francesa
- C. laticlasper Galindo & Blanton, 1954

Panamá
- C. levicastilloi Lane, 1945

Equador, Venezuela
- C. tejerai Cova Garcia, 1962

- C. litoralis Bohart, 1946

Singapura, Ilhas Marianas
- C. litwakae Harbach, 1985

Quénia
- C. longicornis Sirivanakarn, 1976

Tailândia
- C. luzonensis Sirivanakarn, 1976

Filipinas
- C. lygrus Root, 1927

Brasil
- C. machadoi Mattos, Guedes & Xavier, 1978

Brasil
- C. maracayensis Evans, 1923

Colômbia, Venezuela, Pequenas Antilhas
- C. aglischrus Dyar, 1924

- C. marquesensis Stone & Rosen, 1953

Polinésia Francesa
- C. mattinglyi Knight, 1953

Arábia Saudita, Síria, Iémen
- C. mauesensis Lane, 1945

Brasil
- C. maxi Dyar, 1928

Argentina, Brasil, Paraguai, Uruguai
- C. mimeticus Noe, 1899

Bulgaria, China, Grécia, Índia, Irão, Iraque, Israel, Itália, Japão, Jordânia, Coreia, Líbano, Malásia, Marrocos, Nepal, Paquistão, Portugal, Rússia, Arábia Saudita, Espanha, Síria, Turquia, Myanmar, Oriental (Marrocos)
- C. pseudomimeticus Sergent, 1909

- C. mimuloides Barraud, 1924

China, Índia
- C. mimulus Edwards, 1915

Austrália, Bangladexe, China, Índia, Indonésia, Malásia, Nepal, Paquistão, Filipinas, Singapura, Sri Lanka, Taiwan, Tailândia, Vietnã
- C. confusus Baisas, 1938

- C. mossmani Taylor, 1915

- C. neomimulus Lien., 1968

- C. miraculosus Bonne-Wepster, 1937

Indonésia
- C. mirificus Edwards, 1913

Quénia
- C. mollis Dyar & Knab, 1906

Belize, Brasil, Colômbia, Costa Rica, Equador, Guiana, Honduras, México, Nicarágua, Panamá, Peru, Suriname, Trinidad e Tobago, Venezuela, Guiana Francesa
- C. elocutilis Dyar & Knab, 1909

- C. equivocator Dyar & Knab, 1907

- C. lateropunctata Theobald, 1907

- C. lepostenis Dyar, 1923

- C. tisseuli Senevet, 1937

- C. murrelli Lien, 1968

China, Malásia, Taiwan, Tailândia, Vietnã
- C. musarum Edwards, 1932

Quénia, Uganda, República Democrática do Congo
- C. nakuruensis Mattingly, 1951

Quénia
- C. neavei Theobald, 1906

Angola, Etiópia, Gabão, Madagáscar, África do Sul, Sudão, Tanzânia, Uganda, República Democrática do Congo
- C. nigripalpus Theobald, 1901

Barbados, Belize, Brasil, Colômbia, Costa Rica, Cuba, República Dominicana, Equador, El Salvador, Guatemala, Guiana, Honduras, Jamaica, México, Nicarágua, Panamá, Paraguai, Suriname, Trinidad e Tobago, Estados Unidos da América, Venezuela, Caribe
- C. azuayus Levi-Castillo, 1954

- C. biocellatus Theobald, 1903

- C. caraibeus Howard, Dyar, & Knab, 1912

- C. carmodyae Dyar & Knab, 1906

- C. factor Dyar & Knab, 1906

- C. microannulata Theobald, 1907

- C. microsquamosus Theobald, 1905

- C. mortificator Dyar & Knab, 1906

- C. palus Theobald, 1903

- C. prasinopleurus Martini, 1914

- C. prorimus Dyar & Knab, 1909

- C. regulator Dyar & Knab, 1906

- C. similis Theobald, 1903

- C. nilgiricus Edwards, 1916

Índia
- C. ninagongoensis Edwards, 1928

Uganda, República Democrática do Congo
- C. Omãi Belkin, 1962

Indonésia, Ilhas Salomão
- C. orientalis Edwards, 1921

China, Japão, Coreia, Filipinas, Rússia, Taiwan
- C. ornatothoracis Theobald, 1909

Gana, Quénia, Uganda
- C. oswaldoi Forattini, 1965

Brasil
- C. ousqua Dyar, 1918

Belize, Colômbia, Costa Rica, El Salvador, Guatemala, Honduras, México, Nicarágua, Panamá
- C. albertoi Anduze, 1943

- C. pacificus Edwards, 1916

Vanuatu
- C. pajoti Ramos & Ribiero, 1981

Angola
- C. palpalis Taylor, 1912

Austrália, Papua-Nova Guiné
- C. paramaxi Duret, 1968

Brasil
- C. perexiguus Theobald, 1903

Grécia, Irão, Israel, Jordânia, Líbano, Marrocos, Arábia Saudita, Sudão, Síria, Turquia
- C. perfidiosus Edwards, 1914

Camarões, República Centro-Africana, Congo, Gabão, Gana, Libéria, Madagáscar, Nigéria, República Democrática do Congo
- C. perfuscus Edwards, 1914

Camarões, Etiópia, Gabão, Gana, Quénia, Libéria, Malawi, Moçambique, Nigéria, Serra Leoa, África do Sul, República Democrática do Congo, French Equatorial Africa
- C. perplexus Leicester, 1908

Índia, Indonésia, Malásia, Papua-Nova Guiné, Filipinas, Singapura, Tailândia
- C. pervigilans Von Bergroth, 1889

Nova Zelândia
- C. philipi Edwards, 1929

Camarões, Gâmbia, Gana, Nigéria, Senegal, Serra Leoa
- C. philippinensis Sirivanakarn, 1976

Filipinas
- C. pinarocampa Dyar & Knab, 1908

Costa Rica, México, Panamá
- C. pipiens Linnaeus, 1758

Argentina, Bósnia e Herzegovina, Bulgária, Canada, Chipre, República Checa, Egipto, França, Alemanha, Grécia, Hungria, Irão, Israel, Japão, Jordânia, Letónia, Líbano, Luxemburgo, Marrocos, Paquistão, Polónia, Portugal, Roménia, Rússia, Arábia Saudita, Eslováquia, Espanha, Suécia, Tajiquistão, Tunísia, Turquia, Reino Unido, Estados Unidos da América, Uruguai, Iugoslávia (Servia e Montenegro)
- C. agilis Bigot, 1889

- C. autogenicus Roubaud, 1935

- C. azoriensis Theobald, 1903

- C. berbericus Roubaud, 1935

- C. bicolor Meigen, 1818

- C. bifurcatus Linnaeus, 1758

- C. calcitrans Robineau-Desvoidy, 1827

- C. calloti Rioux & Pech, 1959

- C. comitatus Dyar & Knab, 1909

- C. consobrinus Robineau-Desvoidy, 1827

- C. dipseticus Dyar & Knab, 1909

- C. disjunctus Roubaud, 1957

- C. doliorum Edwards, 1912

- C. domesticus Germar, 1817

- C. erectus Iglisch., 1977

- C. fasciatus Mueller, 1764

- C. haematophagus Ficalbi, 1893

- C. longefurcatus Becker, 1903

- C. luteus Meigen, 1804

- C. marginalis Stephens, 1825

- C. melanorhinus Giles, 1900

- C. meridionalis Leach, 1825

- C. molestus Forskal., 1775

- C. osakaensis Theobald, 1907

- C. pallipes Waltl, 1835

- C. pallipes Macquart, 1838

- C. phytophagus Ficalbi, 1889

- C. quasimodestus Theobald, 1905

- C. rufinus Bigot, 1888

- C. rufus Meigen, 1818

- C. sternopallidus Roubaud, 1945

- C. sternopunctatus Roubaud, 1945

- C. thoracicus Robineau-Desvoidy, 1827

- C. torridus Iglisch., 1977

- C. trifurcatus Fabricius, 1794

- C. unistriatus Curtis, 1837

- C. varioannulatus Theobald, 1903

China, Japão, Coreia, México, Estados Unidos da América
- C. plicatus Olivares, 1993

Chile
- C. poicilipes (Theobald, 1903)

Nigéria
- C. auritaenia Enderlein, 1920

- C. maculipes Theobald, 1904

- C. Madagáscariensis Ventrillon, 1905

- C. par Newstead, 1907

- C. punctipes Theobald, 1907

- C. quasigelidus Theobald, 1903

- C. taeniorhynchoides Giles, 1904

- C. propinquus Colless, 1955

Singapura
- C. prosecutor Seguy, 1927

França
- C. pseudomimeticus Seguy, 1925

- C. pruina Theobald, 1901

Camarões, República Centro-Africana, Congo, Gabão, Gana, Libéria, Nigéria, Serra Leoa, Uganda, Guiana Francesa, República Democrática do Congo
- C. pallidothoracis Theobald, 1909

Burkina Faso, Camarões, República Centro-Africana, Congo, Gabão, Nigéria, Uganda
- C. pseudojanthinosoma Senevet & Abonnenc, 1946

Guiana Francesa
- C. pseudopruina Van Someren, 1951

Uganda
- C. pseudosinensis Colless, 1955

Camboja, Malásia, Singapura, Tailândia
- C. pseudostigmatosoma Strickman, 1990

Honduras
- C. pseudovishnui Colless, 1957

Bangladexe, Camboja, China, Índia, Indonésia, Irão, Japão, Coreia, Laos, Malásia, Nepal, Paquistão, Filipinas, Singapura, Tailândia, Vietnã
- C. neovishnui Lien, 1968

- C. quasiguiarti Theobald, 1910

Camarões, Etiópia, Quénia, Madagáscar, Uganda, República Democrática do Congo
- C. quinquefasciatus Say, 1823

Argentina, Austrália, Bahamas, Bangladexe, Brasil, Camboja, Chile, China, Congo, Cuba, Djibouti, República Dominicana, Etiópia, Índia, Indonésia, Irão, Kiribati, Laos, Madagáscar, Malásia, Maldives, Ilhas Marshall, Maurício, México, Micronesia, Federated States of, Nauru, Nepal, Nova Zelândia, Omã, Paquistão, Palau, Papua-Nova Guiné, Peru, Filipinas, Samoa, Arábia Saudita, Ilhas Salomão, África do Sul, Sudão, Suriname, Tanzânia, Tonga, Trinidad e Tobago, Reino Unido, Estados Unidos da América, Uruguai, Vanuatu, Comoros, Nova Caledónia, República Democrática do Congo, Guiné Equatorial, Myanmar, Tuvalu, Ilhas Cook, British Índian Ocean Territory (Chagos)
- C. acer Walker, 1848

- C. aestuans Wiedemann, 1828

- C. aikenii Dyar & Knab, 1908

- C. albolineatus Giles, 1901

- C. anxifer Bigot, 1859

- C. aseyehae Dyar & Knab, 1915

- C. autumnalis Weyenbergh, 1882

- C. barbarus Dyar & Knab, 1906

- C. cartroni Ventrillon, 1905

- C. christophersii Theobald, 1907

- C. cingulatus Doleschall, 1856

- C. cubensis Bigot, 1857

- C. didieri Neveu-Lemaire, 1906

- C. doleschallii Giles, 1900

- C. fatigans Wiedemann, 1828

- C. fouchowensis Theobald, 1901

- C. fuscus Taylor, 1914

- C. goughii Theobald,
- C. hensemaeon Dyar, 1920

- C. lachrimans Dyar & Knab, 1909

- C. luteoannulatus Theobald, 1901

- C. macleayi Skuse, 1889

- C. minor Theobald, 1908

- C. nigrirostris Enderlein, 1920

- C. pallidocephala Theobald, 1904

- C. penafieli Sanchez, 1885

- C. pungens Wiedemann, 1828

- C. pygmaeus Neveu-Lemaire, 1906

- C. quasilinealis Theobald, 1907

- C. quasipipiens Theobald, 1901

- C. raymondii Tamayo,
- C. reesi Theobald, 1901

- C. revocator Dyar & Knab, 1909

- C. sericeus Theobald, 1901

- C. serotinus Philippi, 1865

- C. skusii Giles, 1900

- C. stoehri Theobald, 1907

- C. townsvillensis Taylor, 1919

- C. trilineatus Theobald, 1901

- C. zeltneri Neveu-Lemaire, 1906

- C. quitensis Levi-Castillo, 1953

Equador
- C. renatoi Lane & Ramalho, 1960

Brasil
- C. restuans Theobald, 1901

Canada, Guatemala, Honduras, México, Estados Unidos da América
- C. brehmei Knab, 1916

- C. riojanus Duret, 1968

Argentina
- C. roseni Belkin, 1962

Polinésia Francesa
- C. rotoruae Belkin, 1968

Nova Zelândia
- C. salinarius Coquillett, 1904

México, Estados Unidos da América, Bermuda
- C. saltanensis Dyar, 1928

Argentina, Brasil, Panamá, Venezuela
- C. beauperthuyi Anduze, 1943

- C. samoaensis (Theobald, 1914)

- C. scheuberi Carpintero & Leguizamon, 2004

Argentina
- C. schwetzi Edwards, 1929

Libéria, República Democrática do Congo
- C. scimitar Branch & Seabrook, 1959

Bahamas
- C. scottii Theobald, 1912

Seychelles
- C. secutor Theobald, 1901

Jamaica, Porto Rico, Pequenas Antilhas
- C. lamentator Dyar & Knab, 1906

- C. quasisecutor Theobald, 1907

- C. tomeri Dyar & Knab, 1907

- C. selangorensis Sirivanakarn, 1976

Malásia
- C. seldeslachtsi Wolfs, 1947

República Democrática do Congo
- C. shoae Hamon & Ovazza, 1954

Etiópia, Uganda
- C. simpsoni Theobald, 1905

Djibouti, Quénia, Madagáscar, Marrocos, Seychelles, África do Sul, Sudão, Tanzânia, Iémen, Zimbabwe, Comoros, República Democrática do Congo
- C. mauritanicus Callot, 1940

- C. richteri Ingram & De Meillon, 1927

- C. sinaiticus Kirkpatrick, 1924

Egipto, Eritrea, Irão, Israel, Jordânia, Omã, Arábia Saudita, Sudão, Iémen
- C. sitiens Wiedemann, 1828

Austrália, Bangladexe, Camarões, China, Djibouti, Fiji, Índia, Indonésia, Irão, Japão, Quénia, Coreia, Madagáscar, Malásia, Maldives, Marrocos, Moçambique, Nauru, Omã, Paquistão, Papua-Nova Guiné, Filipinas, Samoa, Arábia Saudita, Singapura, Ilhas Salomão, Sri Lanka, Sudão, Taiwan, Tanzânia, Tailândia, Tonga, Emirados Árabes Unidos, Vanuatu, Iémen, Comoros, Nova Caledónia, Myanmar, Tuvalu
- C. annulata Taylor, 1914

- C. bancroftii Theobald, 1901

- C. gnophodes Theobald, 1903

- C. impellens Walker, 1859

- C. jepsoni Theobald, 1910

- C. mauritanicus Callot., 1940

- C. microannulatus Theobald, 1901

- C. milni Taylor, 1914

- C. nigricephala Leicester, 1908

- C. paludis Taylor, 1913

- C. saibaii Taylor, 1912

- C. salinus Baisas, 1938

- C. salus Theobald, 1908

- C. somaliensis Neveu-Lemaire, 1906

- C. solitarius Bonne-Wepster, 1938

Indonésia
- C. sphinx Howard, Dyar, & Knab, 1912

Bahamas, Cuba
- C. spinosus Lutz, 1905

Brasil, Colômbia, Venezuela
- C. squamosus (Taylor, 1914)

Austrália, Indonésia, Ilhas Salomão
- C. annulata Theobald, 1905

- C. annulirostris Taylor, 1914

- C. taylori Edwards, 1921

- C. starckeae Stone & Knight, 1958

Austrália, Indonésia, Vanuatu, Nova Caledónia
- C. basicinctus Edwards, 1922

- C. stenolepis Dyar & Knab, 1908

Costa Rica, México
- C. stigmatosoma Dyar, 1907

Estados Unidos da América
- C. eumimetes Dyar & Knab, 1908

- C. striatipes Edwards, 1941

Burkina Faso, Etiópia, Quénia, Zambia, Zimbabwe, República Democrática do Congo, África do Sul
- C. surinamensis Dyar, 1918

Bolívia, Brasil, Suriname, Venezuela, Guiana Francesa
- C. tamsi Edwards, 1934

Sao Tome e Principe
- C. tarsalis Coquillett, 1896

Canada, México, Estados Unidos da América
- C. kelloggii Theobald, 1903

- C. willistoni Giles, 1900

- C. tatoi Casal & Garcia, 1971

Argentina
- C. telesilla de Meillon & Lavoipierre, 1945

Angola, Camarões, Libéria, Moçambique, República Democrática do Congo
- C. tenagius Van Someren, 1954

Djibouti, Quénia, Uganda
- C. terzii Edwards, 1941

Etiópia, Quénia, África do Sul, Uganda, Zimbabwe
- C. thalassius Theobald, 1903

Angola, Camarões, Gabão, Gâmbia, Gana, Quénia, Libéria, Madagáscar, Maurício, Moçambique, Senegal, África do Sul, Síria, Tanzânia, Togo, Guiana Francesa, República Democrática do Congo
- C. accraensis Theobald, 1909

- C. fuscus Theobald, 1909

- C. neotaeniorhynchus Theobald, 1910

- C. ronaldi Charmoy,
- C. theileri Theobald, 1903

Afeganistão, África do Sul, Arábia Saudita, Argélia, Bangladesh, Bulgária, China, Eslováquia, Egipto, Grécia, Índia, Irão, Iraque, Israel, Jordânia, Quénia, Líbano, Líbia, Mongólia, Marrocos, Nepal, Paquistão, Portugal, Roménia, Rússia, Espanha, Síria, Tajiquistão, Tanzânia, Tunísia, Turquia, Zimbabwe
- C. alpha Seguy., 1924

- C. annulata Theobald, 1913

- C. creticus Theobald, 1903

- C. onderstepoortensis Theobald, 1911

- C. pettigrewii Theobald, 1910

- C. thriambus Dyar, 1921

Colômbia, Costa Rica, República Dominicana, México, Panamá, Estados Unidos da América
- C. affinis Adams, 1903

- C. tianpingensis Chen, 1981

China
- C. toroensis Edwards & Gibbins, 1939

Camarões, Quénia, Malawi, África do Sul, Sudão, Uganda, República Democrática do Congo
- C. torrentium Martini, 1925

Bélgica, República Checa, Dinamarca, Finlândia, França, Alemanha, Irão, Luxemburgo, Noruega, Polónia, Portugal, Romênia, Rússia, Eslováquia, Espanha, Suécia, Turquia, Reino Unido
- C. pavlovsky Shingarev, 1928

- C. toviiensis Klein, Riviere & Sechan, 1983

- C. trifilatus Edwards, 1914

Camarões, Etiópia, Gabão, Quénia, Malawi, Moçambique, África do Sul, Sudão, Tanzânia, Uganda, Zimbabwe, República Democrática do Congo
- C. trifoliatus Edwards, 1914

Etiópia, Gana, Quénia, Namíbia, África do Sul, Sudão, Uganda, República Democrática do Congo
- C. tritaeniorhynchus Giles, 1901

Angola, Bangladexe, Camboja, Camarões, República Centro-Africana, China, Djibouti, Egipto, Etiópia, Gabão, Gâmbia, Gana, Grécia, Índia, Indonésia, Irão, Iraque, Israel, Japão, Jordânia, Quénia, Coreia, Líbano, Malásia, Maldives, Moçambique, Nepal, Nigéria, Paquistão, Filipinas, Rússia, Arábia Saudita, Sri Lanka, Síria, Tanzânia, Tailândia, Togo, Turquia, Turquemenistão, Vietnã, Myanmar
- C. biroi Theobald, 1905

- C. siamensis Barraud & Christophers, 1931

- C. summorosus Dyar, 1920

- C. tsengi Lien, 1968

Taiwan
- C. umbripes Edwards, 1941

República Democrática do Congo
- C. univittatus Theobald, 1901

Bulgaria, Burkina Faso, Djibouti, Egipto, Etiópia, Quénia, Madagáscar, Níger, Paquistão, Portugal, África do Sul, Espanha, Iémen, Zimbabwe
- C. goughii Theobald, 1911

- C. montforti Ventrillon, 1905

- C. simplex Theobald, 1903

- C. usquatissimus Dyar, 1922

Colômbia, Costa Rica, Equador, Guiana, Panamá, Venezuela
- C. usquatus Dyar, 1918

Argentina, Brasil, México, Panamá, Paraguai
- C. vagans Wiedemann, 1828

Bangladexe, China, Índia, Irão, Japão, Coreia, Mongólia, Nepal, Paquistão, Rússia
- C. exilis Dyar, 1924

- C. tipuliformis Theobald, 1901

- C. virgatipes Edwards, 1914

- C. vansomereni Edwards, 1926

Etiópia, Quénia, Moçambique, Sudão, Tanzânia, Uganda, Zimbabwe, República Democrática do Congo, África do Sul
- C. ventrilloni Edwards, 1920

Madagáscar
- C. albigenu Enderlein, 1920

- C. verutus Harbach, 1987

Serra Leoa
- C. vicinus (Taylor, 1916)

Austrália
- C. annulata Taylor, 1914

- C. basicinctus Edwards,

- C. vishnui Theobald, 1901

Bangladexe, Camboja, China, Índia, Indonésia, Japão, Malásia, Maldives, Nepal, Filipinas, Singapura, Sri Lanka, Taiwan, Tailândia, Vietnã, Myanmar, Timor
- C. watti Edwards, 1920

Angola, Gana, Tanzânia, Uganda
- C. weschei Edwards, 1935

Burkina Faso, Camarões, Gana, Moçambique, Senegal, Sudão, Togo, República Democrática do Congo, Quénia
- C. whitei Barraud, 1923

Bangladexe, Índia, Indonésia, Malásia, Nepal, Filipinas, Tailândia, Vietnã
- C. whitmorei (Giles, 1904

Austrália, Bangladexe, China, Índia, Indonésia, Japão, Coreia, Malásia, Nepal, Paquistão, Filipinas, Rússia, Sri Lanka, Taiwan, Vietnã
- C. albus Leicester, 1908

- C. argenteus Ludlow, 1905

- C. loricatus Leicester, 1908

- C. plegepennis Theobald, 1907

- C. whittingtoni Belkin, 1962

Ilhas Salomão
- C. yojoae Strickman, 1990

Belize, Honduras
- C. zombaensis Theobald, 1901

Angola, Etiópia, Quénia, Malawi, Moçambique, Sudão, Tanzânia, Uganda, Zâmbia, República Democrática do Congo

### SubgêneroCuliciomyiaTheobald
- C. azurini Toma, Miyagi & Cabrera, 1984

Filipinas
- C. bahri (Edwards, 1914)

Indonésia, Sri Lanka
- C. bailyi Barraud, 1934

Índia, Indonésia, Sri Lanka, Tailândia
- C. barrinus Bram

Tailândia
- C. cambournaci Hamon & Gandara, 1955

São Tome & Principe
- C. ceramensis Sirivanakarn & Kurihara, 1973

Indonésia
- C. cheni Dong, Wang & Lu, 2003

China
- C. cinerellus Edwards, 1922

Angola, Camarões, República Centro-Africana, Congo, Quênia, Libéria, Madagáscar, Nigéria, Serra Leoa, África do Sul, Sudão, Uganda, Comoros, República Democrática do Congo
- C. cinereus Theobald, 1901

Angola, Burkina Faso, Camarões, Gana, Quênia, Libéria, Madagáscar, Nigéria, Serra Leoa, África do Sul, Sudão, Uganda, Zâmbia, Zimbabwe, República Democrática do Congo
- C. freetownensis Theobald, 1901

- C. uniformis Theobald, 1909

- C. delfinadoae Sirivanakarn, 1973

Filipinas
- C. dispectus Bram,

Tailândia
- C. eouzani Geoffroy, 1971

Camarões, República Centro-Africana
- C. fragilis Ludlow, 1903

Índia, Indonésia, Malásia, Filipinas, Ilhas Salomão, Sri Lanka, Tailândia
- C. ceylonica Theobald, 1907

- C. fuscus Theobald, 1905

- C. graminis Leicester, 1908

- C. inornata Theobald, 1907

- C. furlongi Van Someren, 1954

Quênia
- C. fuscicinctus King & Hoogstraal, 1946

Indonésia
- C. gilliesi Hamon & Van Someren, 1961

Tanzânia
- C. grenieri Eouzan, 1969

Camarões
- C. hainanensis Chen, 1977

China
- C. harleyi Peters, 1955

Camarões, Libéria
- C. harrisoni Sirivanakarn, 1977

Tailândia
- C. javanensis Bonne-Wepster, 1934

Indonésia
- C. kyotoensis Yamaguti & LaCasse, 1952

Japão, Coreia
- C. lampangensis Sirivanakarn, 1973

Tailândia
- C. liberiensis Peters, 1955

Libéria, República Democrática do Congo
- C. macfiei Edwards, 1923

Burkina Faso, Camarões, República Centro-Africana, Gabão, Gana, Libéria, Nigéria, Senegal, Serra Leoa, Sudão, Uganda, República Democrática do Congo
- C. maplei Knight & Hurlbut, 1949

Micronésia, Federated States of
- C. megaonychus Yang & Li, 1993

China
- C. milloti Doucet, 1949

Madagáscar
- C. mongiro Van Someren, 1951

Uganda
- C. muspratti Hamon & Lambrecht, 1959

República Democrática do Congo
- C. nailoni King & Hoogstraal, 1946

Indonésia
- C. nebulosus Theobald, 1901

Gana, Nigéria, Serra Leoa, Comoros, Etiópia & Oriental (Marrocos)s
- C. freetownensis Theobald, 1901

- C. fuscus Theobald, 1909

- C. invenustus Theobald, 1901

- C. nigrochaetae Theobald, 1901

Lesoto, Malawi, Namíbia, Nigéria, África do Sul, Tanzânia, Zimbabwe, República Democrática do Congo
- C. nigropunctatus Edwards, 1926

Bangladexe, China, Índia, Indonésia, Japão, Malásia, Micronésia, Federated States of, Nepal, Palau, Filipinas, Singapura, Sri Lanka, Taiwan, Tailândia, Hong Kong
- C. annulata Theobald, 1907

- C. pallidothorax Theobald, 1905

Bangladexe, China, Índia, Indonésia, Japão, Malásia, Myanmar (Burma, Nepal, Filipinas, Sri Lanka, Taiwan, Tailândia, Vietnã, Timor )
- C. albopleura Theobald, 1907

- C. annuloabdominalis Theobald, 1910

- C. pandani Brunhes, 1969

Madagáscar
- C. papuensis (Taylor, 1914)

Indonésia, Malásia, Papua-Nova Guiné, Filipinas, Ilhas Salomão, Tailândia
- C. pullus Theobald, 1905

Austrália, Bangladexe, Indonésia, Papua-Nova Guiné, Ilhas Salomão, Timor
- C. muticus Edwards, 1923

- C. rajah Tsukamoto, 1989

Malásia
- C. ramakrishnii Wattal & Kalra, 1965

Índia
- C. ramalingami Sirivanakarn, 1973

Malásia
- C. ruthae Peters, 1958

Papua-Nova Guiné
- C. ryukyensis Bohart, 1946

Japão
- C. sasai Kano, Nitahara, & Awaya, 1954

Japão, Coreia
- C. scanloni Bram,

Indonésia, Malásia, Filipinas, Tailândia
- C. semibrunneus Edwards, 1927

Camarões, Congo, Quênia, Uganda, República Democrática do Congo
- C. shebbearei Barraud, 1924

China, Índia
- C. spathifurca (Edwards, 1915)

Índia, Indonésia, Malásia, Maldivas, Filipinas, Singapura, Sri Lanka, Tailândia
- C. stylifurcatus Carter & Wijesundara, 1948

- C. spiculostylus Chen, 1989

China
- C. spiculothorax Bram,

Malásia, Tailândia
- C. subaequalis Edwards, 1941

Camarões, Costa do Marfim, Gabão, Quênia, Uganda, República Democrática do Congo
- C. termi Thurman, 1955

Tailândia
- C. thurmanorum Bram, 1967

Tailândia
- C. tricuspis Edwards, 1930

Indonésia
- C. trifidus Edwards, 1926

- C. viridiventer Giles, 1901

Bangladexe, China, Índia, Nepal, Paquistão, Vietnã
- C. angulatus Theobald, 1901

- C. longifurcatus Theobald, 1910

- C. pseudolongifurcatus Theobald, 1910

- C. yaoi Tung, 1955

China

### SubgêneroEumelanomyiaTheobald
- C. acrostichalis Edwards, 1941

Uganda, República Democrática do Congo
- C. adami (Hamon & Mouchet, 1955)

Camarões
- C. adersianus Edwards, 1941

Costa do Marfim, Quênia, Tanzânia
- C. albertianus Edwards, 1941

Quênia, República Democrática do Congo
- C. albiventris Edwards, 1922

Camboja, República Centro-Africana, Congo, Gana, Quênia, Libéria, Serra Leoa, Uganda
- C. inconspicuosa Theobald, 1909

- C. amaniensis Van Someren & Hamon, 1964

Tanzânia
- C. andreanus Edwards, 1927

Congo, Gana, Nigéria, Uganda, República Democrática do Congo
- C. baisasi Sirivanakarn, 1972

Filipinas
- C. bokorensis Klein & Sirivanakarn, 1969

Camboja
- C. brenguesi Brunhes & Ravaonjanahary, 1973

Madagáscar
- C. brevipalpis (Giles, 1902)

Bangladexe, Camboja, China, Índia, Indonésia, Malásia, Nepal, Papua-Nova Guiné, Filipinas, Singapura, Sri Lanka, Taiwan, Tailândia, Vietnã
- C. fidelis Dyar, 1920

- C. longipes Theobald, 1901

- C. macropus Blanchard, 1905

- C. uniformis Leicester, 1908

- C. calabarensis Edwards, 1941

Nigéria
- C. campilunati Carter & Wijesundara, 1948

Sri Lanka
- C. castor de Meillon & Lavoipierre, 1944

República Democrática do Congo
- C. castrensis Edwards, 1922

Índia, Sri Lanka
- C. nigrescens Theobald, 1907

- C. cataractarum Edwards, 1923

Papua-Nova Guiné, Filipinas
- C. tricontus Delfinado, 1966

- C. chauveti Brunhes & Rambelo, 1968

Madagáscar, Comoros
- C. femineus Edwards, 1926

Vanuatu
- C. fimbriforceps Edwards, 1935

Camarões, Uganda, República Democrática do Congo
- C. foliatus Brug, 1932

China, Índia, Indonésia, Malásia, Nepal, Filipinas, Sri Lanka, Taiwan, Tailândia, Vietnã
- C. chiyutoi Baisas, 1935

- C. chungkiangensis Chang & Chang., 1974

- C. shrivastavii Wattal, Kalra, & Krishnan, 1966

- C. galliardi Edwards, 1941

Gabão, Gâmbia, Libéria, Nigéria, Serra Leoa, República Democrática do Congo
- C. garioui Bailly-Choumara & Rickenbach, 1966

Camarões
- C. germaini Geoffroy, 1974

República Centro-Africana
- C. gudouensis Chang, Zhao, Hang & Chen, 1975

China
- C. hackeri Edwards, 1923

Malásia
- C. hamoni Brunhes, Adam, & Bailly-Choumara, 1967

Congo
- C. hayashii Yamada, 1917

China, Japão, Coreia, Rússia, Taiwan
- C. helenae Brunhes Adam, & Bailly-Choumara, 1967

Camarões
- C. hinglungensis Chu, 1957

Camboja, China, Filipinas, Tailândia
- C. culionicus Delfinado, 1966

- C. horridus Edwards, 1922

Angola, Camarões, República Centro-Africana, Congo, Gana, Quênia, Libéria, Madagáscar, Moçambique, Nigéria, África do Sul, Sudão, Zâmbia, Zimbabwe, Comoros, República Democrática do Congo
- C. fusca Theobald, 1909

Burkina Faso, Camarões
- C. inconspicuosus (Theobald, 1908)

Angola, Burkina Faso, Camarões, República Centro-Africana, Congo, Gabão, Gâmbia, Gana, Quênia, Libéria, Mali, Moçambique, Nigéria, África do Sul, Sudão, Zâmbia, Zimbabwe, República Democrática do Congo
- C. insignis (Carter, 1911)

Burkina Faso, Camarões, Congo, Gana, Quênia, Madagáscar, Malawi, Maurício, Moçambique, Serra Leoa, Sudão, Uganda, República Democrática do Congo
- C. iphis Barraud, 1924

Índia
- C. jefferyi Sirivanakarn, 1977

Malásia
- C. kanyamwerima Van Someren, 1951

Uganda
- C. khazani Edwards, 1922

Índia
- C. kilara Van Someren, 1951

Uganda
- C. kingianus Edwards, 1922

Camarões, República Centro-Africana, Costa do Marfim, Madagáscar, Nigéria, Sudão, Uganda, República Democrática do Congo
- C. kiriensis Klein & Sirivanakarn, 1969

Camboja, Tailândia
- C. laplantei (Hamon, Adam, & Mouchet, 1955

Camarões
- C. latifoliatus Delfinado, 1966

Filipinas
- C. laureli Baisas, 1935

Filipinas
- C. macrostylus Sirivanakrn & Ramalingam, 1976

Malásia
- C. malayensis Sirivanakarn, 1972

Malásia
- C. malayi (Leicester, 1908)

Bangladexe, China, Índia, Indonésia, Malásia, Maldivas, Myanmar (Burma, Nepal, Paquistão, Sri Lanka, Taiwan, Tailândia, Vietnã)
- C. aedes Leicester, 1908

- C. nigrescens Theobald, 1907

- C. manusensis Sirivnakarn, 1975

Papua-Nova Guiné
- C. megafolius Chen & Dong, 1992

China
- C. miaolingensis Chen, 1982

China
- C. mijanae Brunhes, Adam, & Bailly-Choumara, 1967

Camarões
- C. mohani Sirivanakarn, 1977

Índia
- C. mundulus Gruenberg, 1905

Nigéria
- C. nyangae Galliard, 1931

Gabão
- C. okinawae Bohart, 1953

Japão, Filipinas, Taiwan
- C. lini Lien, 1968

- C. oresbius Harbach & Rattanarithikul, 1988

Tailândia
- C. orstom Brunhes, Adam, & Bailly-Choumara, 1967

Congo
- C. otachati Klein & Sirivanakarn, 1969

Camboja, Tailândia
- C. phangngae Sirivanakarn, 1972

Tailândia
- C. pluvialis Barraud, 1924

Índia, Malásia, Sri Lanka
- C. pseudoandreanus Bailly-Choumara, 1965

Camarões
- C. quintetti Brunhes, Adam, & Bailly-Choumara, 1967

Angola, Costa do Marfim
- C. richardgarciai Jeffery, Oothuman & Rudnick, 1987

Malásia
- C. richei Klein, 1970

Camboja
- C. rima Theobald, 1901

Burkina Faso, Camarões, República Centro-Africana, Gabão, Libéria, Moçambique, Nigéria, Serra Leoa, África do Sul, República Democrática do Congo
- C. koumbai Galliard, 1931

- C. rubinotus Theobald, 1906

Angola, Camarões, República Centro-Africana, Congo, Etiópia, Gabão, Quênia, Moçambique, Senegal, África do Sul, Sudão, Tanzânia, Uganda, Zâmbia, República Democrática do Congo
- C. selai Klein & Sirivanakarn, 1969

Camboja, Malásia
- C. simplicicornis Edwards, 1930

Malásia
- C. simpliciforceps Edwards, 1941

Camarões, Congo, Costa do Marfim, Sudão, Uganda, República Democrática do Congo
- C. stellatus Van Someren, 1947

Seychelles
- C. subrima Edwards, 1941

Camarões, Congo, Libéria, Nigéria, República Democrática do Congo
- C. sunyaniensis Edwards, 1941

Camarões, Gabão, Gâmbia, Gana, Libéria, Moçambique, Nigéria, Senegal, Serra Leoa, Sudão
- C. tauffliebi Geoffroy & Herve, 1976

República Centro-Africana
- C. tenuipalpis Barraud, 1924

Índia, Indonésia, Malásia, Tailândia
- C. uncinatus Delfinado, 1966

Filipinas
- C. vattieri Geoffroy, 1971

República Centro-Africana
- C. vinckei Hamon, Holstein, & Rivola, 1957

Costa do Marfim, República Democrática do Congo
- C. wansoni Wolfs, 1945

República Democrática do Congo
- C. wigglesworthi Edwards, 1941

Burkina Faso, Camarões, Gana, Quênia, Nigéria, Serra Leoa, Sudão, Uganda, Comoros, República Democrática do Congo
- C. yeageri Baisas, 1935

Filipinas

### SubgêneroKitzmilleriaDanilov
- C. moucheti Evans, 1923

Camarões, Quênia, Libéria, Nigéria, Sudão, Uganda, República Democrática do Congo

### SubgêneroLasiosiphonKirkPatrick
- C. adairi Kirkpatrick, 1926

Egipto, Israel, África Equatorial Francesa
- C. kirkpatricki Stackelberg, 1927

- C. kirkpatriki Edwards, 1926

- C. pluvialis Kirkpatrick, 1924

### SubgêneroLophoceraomyiaTheobald
- C. aculeatus Colless, 1965

Malásia, Tailândia
- C. acutipalus Colless, 1965

Malásia, Singapura
- C. aestivus Sirivanakarn, 1977

Malásia
- C. alorensis Sirivanakarn, 1977

Indonésia, Timor
- C. alphus Colless, 1965

Malásia, Singapura, Tailândia
- C. atracus Colless, 1960

Ilhas Salomão
- C. franclemonti Belkin, 1962

- C. bandoengensis Brug, 1939

Indonésia, Malásia
- C. becki Belkin, 1962

Ilhas Salomão
- C. bengalensis Barraud, 1934

China, Índia, Indonésia, Malásia, Tailândia
- C. bergi Belkin, 1962

Ilhas Salomão
- C. bicornutus Theobald,

China, Índia, Japão, Malásia, Myanmar (Burma, Sri Lanka, Tailândia, Vietnã)
- C. bolii Sirivanakarn, 1968

Papua-Nova Guiné
- C. brevipalpus (Theobald, 1905)

Malásia, Singapura
- C. buxtoni Edwards, 1926

Vanuatu
- C. carolinensis Bohart & Ingram, 1946

Micronésia, Federated States of
- C. castaneus Sirivanakarn, 1973

Papua-Nova Guiné
- C. christiani Colless, 1960

Indonésia
- C. cinctellus Edwards, 1922

China, Índia, Indonésia, Japão, Malásia, Filipinas, Singapura, Tailândia, Vietnã
- C. taeniata Leicester, 1908

- C. coerulescens Edwards, 1928

Malásia, Singapura
- C. collessi Sirivanakarn, 1968

Papua-Nova Guiné
- C. cottlei Sirivanakarn, 1968

Papua-Nova Guiné
- C. crassicomus Colless, 1965

Malásia
- C. crowei Sirivanakarn, 1968

Papua-Nova Guiné
- C. cubiculi Marks,

Austrália
- C. annulata Taylor, 1916

- C. cubitatus Colless, 1965

Indonésia, Malásia, Filipinas, Singapura
- C. curtipalpis (Edwards, 1914)

Indonésia, Malásia, Singapura, Tailândia
- C. cylindricus Theobald, 1903

Austrália, Papua-Nova Guiné
- C. demissus Colless, 1965

Malásia, Tailândia
- C. fuscosiphonis Bram & Rattanarithikul, 1967

- C. digoelensis Brug, 1932

Indonésia
- C. caeruleus King & Hoogstraal, 1947

- C. durhami Sirivanakarn, 1968

Papua-Nova Guiné
- C. eminentia (Leicester, 1908)

Malásia, Singapura
- C. eukrines Bram & Rattanarithikul, 1967

Tailândia
- C. flavicornis Barraud, 1924

Índia
- C. fraudatrix (Theobald, 1905)

Austrália, Indonésia
- C. molestus Wiedemann, 1828

- C. fulleri (Ludlow, 1909)

Filipinas
- C. gagnei Evenhuis, 1989

Indonésia, Papua-Nova Guiné
- C. ornatus (Theobald, 1905)

- C. ganapathi Colless, 1965

Malásia, Tailândia
- C. gibbulus Delfinado, 1966

Filipinas
- C. gossi Bohart, 1956

Micronésia, Federated States of
- C. gracicornis Sirivanakarn, 1977

Malásia, Tailândia
- C. gressitti Sirivanakarn, 1968

Papua-Nova Guiné
- C. harpagophallus Wang & Feng, 1964

China
- C. hewitti (Edwards, 1914)

Indonésia, Malásia, Singapura
- C. hilli Edwards, 1922

Austrália
- C. australis Taylor, 1915

- C. hirtipalpis Sirivanakarn, 1977

Tailândia
- C. hurlbuti Belkin, 1962

Papua-Nova Guiné, Ilhas Salomão
- C. imposter Sirivanakarn, 1977

Malásia
- C. incomptus Bram & Rattanarithikul, 1967

Tailândia
- C. inculus Colless, 1965

Camboja, Indonésia, Malásia
- C. infantulus Edwards, 1922

China, Índia, Indonésia, Japão, Coreia, Malásia, Maldivas, Myanmar (Burma, Nepal, Filipinas, Sri Lanka, Tailândia, Vietnã)
- C. parainfantulus Menon, 1944

- C. insequens Marks, 1989

Austrália
- C. cairnsensis Taylor, 1919

- C. insularis Sirivanakarn, 1968

Papua-Nova Guiné
- C. jenseni (De Meijere, 1910)

China, Índia, Indonésia, Japão, Malásia, Maldivas, Myanmar (Burma, Nepal, Filipinas, Sri Lanka, Tailândia, Vietnã)
- C. josephineae Baisas, 1935

Filipinas
- C. kaviengensis Sirivanakarn, 1968

Papua-Nova Guiné
- C. kowiroensis Sirivanakarn, 1968

Papua-Nova Guiné
- C. kuhnsi King & Hoogstraal, 1955

Indonésia, Malásia, Filipinas
- C. mercedesae Baisas, 1974

- C. kusaiensis Bohart, 1956

Micronésia, Federated States of
- C. laffooni Belkin, 1962

Ilhas Salomão
- C. lairdi Belkin, 1962

Ilhas Salomão
- C. lakei Sirivanakarn, 1968

Papua-Nova Guiné
- C. lasiopalpis Sirivanakarn, 1977

Sri Lanka
- C. lavatae Stone & Bohart, 1944

Malásia, Filipinas
- C. leei King & Hoogstraal, 1955

Indonésia
- C. lucaris Colless, 1965

Malásia, Singapura, Tailândia
- C. macdonaldi Colless, 1965

Índia, Indonésia, Malásia, Filipinas, Singapura, Tailândia, Vietnã
- C. mammilifer (Leicester, 1908)

China, Índia, Indonésia, Malásia, Filipinas, Sri Lanka, Tailândia
- C. chiungchungensis Hsu, 1963

- C. marksae King & Hoogstraal, 1955

Indonésia
- C. minjensis Sirivanakarn, 1968

Papua-Nova Guiné
- C. minor (Leicester, 1908)

China, Índia, Indonésia, Malásia, Filipinas, Tailândia
- C. nolledoi Baisas, 1935

- C. plantaginis Barraud., 1924

- C. minutissimus (Theobald, 1907)

Bangladexe, Índia, Indonésia, Malásia, Maldivas, Paquistão, Sri Lanka, Tailândia
- C. juxtapallidiceps Theobald, 1910

- C. nigerrima Theobald, 1910

- C. muruae Sirivanakarn, 1968

Papua-Nova Guiné
- C. navalis Edwards, 1926

Indonésia, Malásia, Singapura
- C. niger (Leicester, 1908)

Malásia
- C. atratulus Edwards, 1922

- C. orbostiensis Dobrotworsky, 1957

Austrália
- C. oweni Belkin, 1962

Ilhas Salomão
- C. pairoji Sirivanakarn, 1977

Indonésia, Malásia, Singapura, Tailândia
- C. paraculeatus Sirivanakarn, 1977

Malásia, Filipinas
- C. perryi Belkin, 1962

Ilhas Salomão
- C. petersi Colless, 1960

Indonésia, Papua-Nova Guiné
- C. peytoni Bram & Rattanarithikul, 1967

Índia, Indonésia, Malásia, Tailândia, Vietnã
- C. pholeter Bram & Rattanarithikul, 1967

Tailândia
- C. pilifemoralis Wang & Feng, 1964

China, Tailândia
- C. pseudornatus Colless, 1960

Papua-Nova Guiné
- C. pseudorubithoracis Sirivanakarn, 1968

Papua-Nova Guiné
- C. quadripalpis (Edwards, 1914)

Índia, Indonésia, Malásia, Filipinas, Singapura, Sri Lanka, Tailândia, Vietnã
- C. pachecoi Baisas., 1935

- C. roubaudi Borel, 1926

- C. sylvestris Leicester, 1908

- C. raghavanii Rahman, Chowdhury, & Kalra, 1968

Índia
- C. rajaneeae Sirivanakarn, 1968

Papua-Nova Guiné
- C. reidi Colless, 1965

Indonésia, Malásia, Filipinas, Singapura, Tailândia
- C. rubithoracis (Leicester, 1908)

Camboja, China, Índia, Indonésia, Japão, Malásia, Filipinas, Singapura, Sri Lanka, Taiwan, Tailândia, Vietnã
- C. sangenluoensis Wang, 1984

China
- C. schilfgaardei Sirivanakarn, 1968

Papua-Nova Guiné
- C. sedlacekae Sirivanakarn, 1968

Papua-Nova Guiné
- C. seniori Barraud, 1934

Índia
- C. shanahani Sirivanakarn, 1968

Indonésia, Papua-Nova Guiné
- C. singuawaensis Sirivanakarn, 1969

Papua-Nova Guiné
- C. confusus Sirivanakarn, 1968

- C. solomonis Edwards, 1929

Ilhas Salomão
- C. spiculosus Bram & Rattanarithikul, 1967

Indonésia, Malásia, Myanmar (Burma, Taiwan, Tailândia)
- C. hui Lien, 1968

- C. steffani Sirivanakarn, 1968

Papua-Nova Guiné
- C. submarginalis Sirivanakarn, 1973

Papua-Nova Guiné
- C. sumatranus Brug, 1931

Camboja, China, Indonésia, Vietnã
- C. szemaoensis Wang & Feng, 1964

China
- C. traubi Colless, 1965

Indonésia, Malásia, Tailândia
- C. tuberis Bohart, 1946

Japão
- C. uniformis (Theobald, 1905)

Índia, Filipinas, Sri Lanka
- C. variatus (Leicester, 1908)

China, Índia, Indonésia, Malásia, Singapura, Tailândia, Vietnã
- C. versabilis Sirivanakarn, 1968

Papua-Nova Guiné
- C. walukasi Belkin, 1962

Ilhas Salomão
- C. wamanguae Sirivanakarn, 1968

Papua-Nova Guiné
- C. wardi Sirivanakarn, 1977

Sri Lanka
- C. whartoni Colless, 1965

Indonésia, Malásia, Singapura, Tailândia
- C. wilfredi Colless, 1965

Malásia, Tailândia, Vietnã
- C. winkleri Belkin, 1962

Ilhas Salomão

### SubgêneroMaillotiaTheobald
- C. arbieeni Salem, 1938

Argélia, Egipto, Irão, Sudão, Iêmen, África Equatorial Francesa
- C. jenkinsi Knight, 1953

- C. avianus de Meillon, 1943

África do Sul
- C. deserticola Kirkpatrick, 1924

Argélia, Egipto, Irão, Israel, Jordânia, Marrocos, Espanha, Síria, Tunísia, Turquia, África Equatorial Francesa
- C. hortensis Ficalbi, 1889

Bulgária, Eslováquia, Espanha, Grécia, Índia, Irão, Iraque, Itália, Marrocos, Portugal, República Checa, Romênia, Rússia, Tajiquistão, Turquia
- C. lavieri Larrousse, 1925

- C. pilifera Theobald, 1907

Portugal
- C. peringueyi Edwards, 1924

África do Sul
- C. quettensis Mattingly, 1955

Paquistão
- C. salisburiensis Theobald, 1901

Quênia, Lesoto, Madagáscar, África do Sul, Sudão, Uganda, Iémen, Zâmbia, Zimbabwe, República Democrática do Congo
- C. amboannulatus Theobald, 1913

- C. bostocki Theobald, 1905

- C. naudeanus Muspratt., 1961

África do Sul
- C. seyrigi Edwards, 1941

Madagáscar
- C. robici Doucet, 1950

- C. subsalisburiensis Herve & Geoffroy, 1974

República Centro-Africana

### SubgêneroMelanoconionTheobald
- C. abominator Dyar & Knab, 1909

Estados Unidos da América
- C. abonnenci Clastrier, 1970

Guiana Francesa
- C. adamesi Sirivanakarn & Galindo, 1980

Brasil, Colômbia, Equador, Panamá, Guiana Francesa
- C. albinensis Bonne-Wepster & Bonne, 1919

Argentina, Brasil, Colômbia, Panamá, Paraguai, Suriname, Venezuela, Guiana Francesa
- C. gordoni Evans, 1924

- C. maroniensis Bonne-Wepster & Bonne, 1919

- C. alcocki Bonne-Wepster & Bonne, 1919

Suriname, Guiana Francesa
- C. aliciae Duret, 1953

Argentina, Bolívia, Brasil, Paraguai
- C. alinkios Sallum & Hutchings, 2003

Brasil
- C. alogistus Dyar, 1918

Brasil, Colômbia, Costa Rica, Panamá, Suriname, Venezuela, Guiana Francesa
- C. megapus Root, 1927

- C. amitis Komp, 1936

Venezuela
- C. andricus Root, 1927

Brasil
- C. anips Dyar, 1916

México, Estados Unidos da América
- C. anoplicitus Forattini & Sallum, 1989

Brasil
- C. arboricola Galindo & Mendez, 1961

Panamá
- C. atratus Theobald, 1901

Bahamas, Barbados, Brasil, Cuba, República Dominicana, Guiana, Haiti, Jamaica, Panamá, Saint Lucia, Suriname, Trinidad e Tobago, Estados Unidos da América, Porto Rico, Ilhas Caymans, Ilhas Virgens, Guadeloupe, Montserrat, Dominica, Martinica
- C. advieri Senevet, 1938

- C. falsificator Dyar & Knab, 1909

- C. aureonotatus Duret & Barreto, 1956

Brasil
- C. bahiensis Duret, 1969

Brasil
- C. bastagarius Dyar & Knab, 1906

Argentina, Brasil, Colômbia, Costa Rica, Equador, El Salvador, Guatemala, México, Nicarágua, Panamá, Paraguai, Peru, Suriname, Trinidad e Tobago, Venezuela, Guiana Francesa, Guadeloupe
- C. alfaroi Dyar, 1921

- C. cuclyx Dyar & Shannon, 1924

- C. innominatus Evans, 1924

- C. thomasi Evans., 1924

- C. vapulans Dyar, 1920

- C. batesi Rozeboom & Komp, 1948

Colômbia, Costa Rica, Equador, Guiana Francesa
- C. bejaranoi Duret, 1953

Argentina
- C. bequaerti Dyar & Shannon, 1925

Brasil
- C. bifoliatus Duret & Baretto, 1956

Brasil
- C. carcinophilus Dyar & Knab, 1906

Cuba, República Dominicana, Guatemala, Haiti, Porto Rico
- C. caribeanus Galindo & Blanton, 1954

Panamá
- C. caudatus Clastrier, 1970

Brasil, Guiana Francesa
- C. caudelli (Dyar & Knab, 1906)

Brasil, Colômbia, Guiana, Panamá, Peru, Suriname, Trinidad e Tobago, Venezuela, Guiana Francesa
- C. multispinosus Bonne-Wepster & Bonne, 1920

- C. cedecei Stone & Hair, 1968

Estados Unidos da América
- C. changuinolae Galindo & Blanton, 1954

Panamá
- C. clarki Evans, 1924

Argentina, Brasil, Paraguai, Uruguai, Venezuela
- C. comatus Senevet & Abonnenc, 1939

Brasil, Colômbia, Guiana Francesa
- C. commevynensis Bonne-Wepster & Bonne, 1919

Belize, Colômbia, Panamá, Suriname, Guiana Francesa
- C. comminutor Dyar, 1920

Brasil, Colômbia, Equador, Suriname, Trinidad e Tobago, Guiana Francesa
- C. confundior Komp & Rozeboom, 1951

Suriname
- C. conspirator Dyar & Knab, 1906

Belize, Colômbia, Costa Rica, Equador, El Salvador, Guatemala, Honduras, México, Nicarágua, Panamá, Trinidad e Tobago, Venezuela
- C. dysmathes Dyar & Ludlow, 1921

- C. fatuator Dyar & Shannon, 1924

- C. holoneus Dyar, 1921

- C. inducens Root, 1928

- C. macaronensis Dyar & Nunez Tovar, 1926

- C. merodaemon Dyar, 1921

- C. meroneus Dyar, 1925

- C. pasadaemon Dyar, 1921

- C. contei Duret, 1968

Brasil, Panamá, Trinidad e Tobago, Guiana Francesa
- C. seneveti Clastrier, 1970

- C. coppenamensis Bonne-Wepster & Bonne, 1919

Colômbia, Suriname, Venezuela, Guiana Francesa
- C. corentynensis Dyar, 1920

Suriname, Guiana Francesa
- C. creole Anduze, 1948

Brasil, Colômbia, Venezuela, Guiana Francesa
- C. cristovaoi Duret, 1968

Brasil, Guiana Francesa
- C. crybda Dyar, 1924

Brasil, Colômbia, Panamá, Trinidad e Tobago, Venezuela
- C. delpontei Duret, 1969

Argentina, Brasil, Paraguai
- C. diamphidius Peyton & Harbach, 1991

México
- C. distinguendus Dyar, 1928

Brasil, Colômbia, Costa Rica, Equador, Panamá, Peru, Guiana Francesa
- C. dolichophyllus Clastrier, 1970

Guiana Francesa
- C. dunni Dyar, 1918

Belize, Brasil, Colômbia, Costa Rica, Equador, México, Nicarágua, Panamá, Paraguai, Suriname, Trinidad e Tobago, Venezuela, Guiana Francesa
- C. exedrus Root, 1927

- C. ruffinis Dyar & Shannon, 1924

- C. dureti Casal & Garcia, 1968

Argentina, Brasil, Paraguai, Venezuela
- C. dyius Root, 1927

Brasil, Guiana Francesa
- C. eastor Dyar, 1920

Brasil, Colômbia, Equador, Guatemala, México, Panamá, Peru, Suriname, Trinidad e Tobago, Guiana Francesa
- C. manaosensis Evans, 1924

- C. educator Dyar & Knab,

Argentina, Belize, Bolívia, Brasil, Colômbia, Costa Rica, Equador, El Salvador, Guatemala, Honduras, México, Nicarágua, Panamá, Peru, Suriname, Venezuela, Guiana Francesa
- C. aneles Dyar & Ludlow, 1922

- C. apeteticus Howard, Dyar, & Knab, 1912

- C. bibulus Dyar, 1920

- C. vaxus Dyar, 1920

- C. egcymon Dyar, 1923

Colômbia, Costa Rica, Panamá
- C. eknomios Foratini & Sallum, 1992

Brasil, Equador
- C. elephas Komp, 1936

Panamá, Venezuela
- C. elevator Dyar & Knab, 1906

Argentina, Belize, Brasil, Colômbia, Costa Rica, Equador, El Salvador, Guatemala, Honduras, México, Nicarágua, Panamá, Estados Unidos da América, Venezuela, Porto Rico, Guiana Francesa, Guadeloupe, Dominica
- C. bonneti Senevet, 1938

- C. curryi Dyar, 1926

- C. dornarum Dyar & Shannon, 1924

- C. vogelsangi Anduze, 1948

- C. ensiformis Bonne-Wepster & Bonne, 1919

Belize, Bolívia, Suriname, Guiana Francesa
- C. epanatasis Dyar, 1922

Nicarágua, Panamá, Guiana Francesa
- C. pseudotaeniopus Galindo & Blanton, 1954

- C. equinoxialis Floch & Abonnenc, 1945

Guiana Francesa
- C. ernanii Duret, 1968

Brasil
- C. ernsti Anduze, 1948

Venezuela
- C. erraticus (Dyar & Knab, 1906)

Belize, Brasil, Colômbia, Costa Rica, Cuba, República Dominicana, Equador, El Salvador, Guatemala, Guiana, Haiti, Honduras, Jamaica, México, Nicarágua, Panamá, Paraguai, Peru, Suriname, Trinidad e Tobago, Estados Unidos da América, Venezuela, Porto Rico, Guiana Francesa, Ilhas Virgens, Países Baixos, Caribe
- C. borinqueni Root, 1922

- C. degustator Dyar, 1921

- C. egberti Dyar & Knab, 1907

- C. homoepas Dyar & Ludlow, 1921

- C. leprincei Dyar & Knab, 1907

- C. moorei Dyar, 1918

- C. peribleptus Dyar & Knab, 1917

- C. pose Dyar & Knab, 1917

- C. tovari Evans, 1924

- C. trachycampa Dyar & Knab, 1909

- C. evansae Root, 1927

Brasil, Equador, Panamá, Trinidad e Tobago, Guiana Francesa
- C. fairchildi Galindo & Blanton, 1954

Panamá, Venezuela
- C. faurani Duret, 1968

Brasil, Guiana Francesa
- C. ferreri Duret, 1968

Colômbia, Venezuela
- C. flabellifer Komp, 1936

Belize, Guatemala, Honduras, México, Panamá, Venezuela, Guiana Francesa
- C. foliafer Komp & Rozeboom, 1951

Panamá, Suriname, Guiana Francesa
- C. galindoi Komp & Rozeboom, 1951

Panamá
- C. galvaoi Duret, 1968

Brasil
- C. garcesi Duret, 1968

Colômbia, Costa Rica
- C. glyptosalpinx Harbach, Peyton & Harrison, 1984

Argentina, Bolívia, Brasil, Paraguai
- C. gnomatos Sallum, Hutchings, Leila & Ferreira, 1997

Brasil, Peru
- C. guedesi da Silva Mattos & Xavier, 1991

Brasil
- C. herrerai Sutil Oramas, Pulido Florenzano & Amarista Meneses, 1987

Venezuela
- C. idottus Dyar, 1920

Argentina, Bolívia, Brasil, Granada, Paraguai, Saint Lucia, Suriname, Trinidad e Tobago, Venezuela, Guiana Francesa, Guadeloupe, Dominica, Martinica
- C. terepaima Anduze, 1948

- C. inadmirabilis Dyar, 1928

Brasil, Guiana Francesa
- C. indecorabilis (Theobald, 1903)

Brasil
- C. inhibitator Dyar & Knab, 1906

Colômbia, Costa Rica, República Dominicana, El Salvador, Guatemala, Jamaica, México, Panamá, Suriname, Venezuela, Porto Rico, Guiana Francesa
- C. investigator Dyar & Knab, 1906

- C. innovator Evans, 1924

Brasil, Guiana Francesa
- C. intonsus Galindo & Blanton, 1954

Honduras
- C. intrincatus Brethes, 1916

Argentina, Brasil, Paraguai, Peru, Suriname
- C. cenus Root, 1927

- C. xivylis Dyar, 1920

- C. invocator Pazos, 1908

Cuba
- C. iolambdis Dyar, 1918

Belize, Colômbia, Guatemala, Jamaica, México, Panamá, Estados Unidos da América, Porto Rico
- C. isabelae Duret, 1968

Brasil, Peru
- C. jocasta Komp & Rozeboom, 1951

Granada
- C. johnnyi Duret, 1968

Brasil
- C. johnsoni Galindo & Mendez, 1961

Colômbia, Panamá
- C. jubifer Komp & Brown, 1935

Brasil, Panamá, Venezuela, Guiana Francesa
- C. keenani Galindo & Mendez, 1961

Panamá
- C. kummi Komp & Rozeboom, 1951

Colômbia, Nicarágua, Panamá
- C. lacertosus Komp & Rozeboom, 1951

Panamá, Guiana Francesa
- C. limacifer Komp, 1936

Belize, Costa Rica, El Salvador, México, Panamá
- C. lopesi Sirivanakarn & Jakob, 1979

Brasil
- C. lucifugus Komp, 1936

Argentina, Colômbia, Equador, Trinidad e Tobago, Venezuela
- C. madininensis Senevet, 1936

Saint Kitts & Nevis, Saint Lucia, Guadeloupe, Montserrat, Dominica, Martinica
- C. martinezi Casal & Garcia, 1968

Argentina
- C. maxinocca Dyar, 1920

Suriname, Guiana Francesa
- C. tosimus Dyar,
- C. mesodenticulatus Galindo & Mendez, 1961

Panamá
- C. milwardi Xavier & Da Silva Mattos, 1972

Brasil
- C. misionensis Duret, 1953

Argentina, Brasil
- C. mistura Komp & Rozeboom, 1951

Brasil, Colômbia, Panamá, Venezuela, Guiana Francesa
- C. mulrennani Basham, 1948

Bahamas, Cuba, Estados Unidos da América, Ilhas Caymans
- C. mutator Dyar & Knab, 1906

Belize, Costa Rica, El Salvador, México, Panamá
- C. nicceriensis Bonne-Wepster & Bonne, 1919

Suriname, Venezuela
- C. ocossa Dyar & Knab, 1919

Argentina, Brasil, Colômbia, Equador, Guiana, Panamá, Peru, Suriname, Venezuela
- C. oedipus Root, 1927

Argentina, Brasil, Equador, Panamá
- C. olimpioi Xavier, Da Silva, & Da Silva Mattos, 1970

Brasil, Peru
- C. orfilai Duret, 1953

Argentina
- C. palaciosi Duret, 1968

Brasil, Guiana Francesa
- C. panocossa Dyar, 1923

Belize, Colômbia, Costa Rica, El Salvador, Guatemala, Jamaica, México, Panamá, Venezuela
- C. paracrybda Komp, 1936

Guatemala, Panamá, Suriname
- C. patientiae Floch & Fauran, 1955

Guiana Francesa
- C. pavlovskyi Casal & Garcia, 1967

Argentina
- C. peccator Dyar & Knab, 1909

Cuba, México, Estados Unidos da América, Porto Rico
- C. incriminator Dyar & Knab, 1909

- C. pedroi Sirivanakarn & Belkin, 1980

Argentina, Brasil, Colômbia, Costa Rica, Equador, Guatemala, Guiana, México, Panamá, Peru, Suriname, Trinidad e Tobago, Venezuela, Guiana Francesa
- C. penai Sirivanakarn, 1979

Bolívia, Equador
- C. pereyrai Duret, 1967

Brasil, Paraguai
- C. phlabistus Dyar, 1920

Brasil, Suriname, Guiana Francesa
- C. kerri Duret., 1968

- C. phlogistus Dyar, 1920

Brasil, Colômbia, Panamá, Suriname, Venezuela, Guiana Francesa
- C. pifanoi Anduze, 1948

Venezuela
- C. pilosus (Dyar & Knab, 1906)

Argentina, Bahamas, Belize, Bolívia, Brasil, Colômbia, Costa Rica, Cuba, República Dominicana, Equador, El Salvador, Guatemala, Honduras, Jamaica, México, Nicarágua, Panamá, Paraguai, Peru, Suriname, Trinidad e Tobago, Estados Unidos da América, Venezuela, Porto Rico, Guiana Francesa
- C. agitator Dyar & Knab,
- C. colombiensis Dyar, 1924

- C. cubensis Dyar & Knab, 1906

- C. curopinensis Bonne-Wepster & Bonne, 1919

- C. deceptor Dyar & Knab, 1909

- C. floridanus Dyar & Knab, 1906

- C. hesitator Dyar & Knab, 1907

- C. ignobilis Dyar & Knab, 1909

- C. jamaicensis Grabham, 1906

- C. mastigia Howard, Dyar, & Knab, 1912

- C. radiatus Senevet & Abonnenc, 1939

- C. reductor Dyar & Knab, 1909

- C. plectoporpe Root, 1927

Brasil, Panamá, Guiana Francesa
- C. portesi Senevet & Abonnenc, 1941

Brasil, Peru, Suriname, Trinidad e Tobago, Venezuela, Guiana Francesa
- C. cayennensis Floch & Abonnenc, 1945

- C. productus Senevet & Abonnenc, 1939

Brasil, Guiana Francesa
- C. psatharus Dyar, 1920

Costa Rica, Equador, Panamá
- C. putumayensis Matheson, 1934

Brasil, Equador, Peru, Suriname, Trinidad e Tobago, Guiana Francesa
- C. cavernicola Floch & Abonnenc, 1945

- C. quadrifoliatus Komp, 1936

Panamá
- C. quasihibridus Galindo & Blanton, 1954

Colômbia, Panamá
- C. rabanicola Floch & Abonnenc, 1946

Guiana Francesa
- C. rabelloi Forattini & Sallum, 1987

Argentina, Brasil
- C. rachoui Duret, 1968

Brasil
- C. ribeirensis Forattini & Sallum, 1985

Brasil
- C. ronderosi De Linero, 1967

Venezuela
- C. rooti Rozeboom, 1935

Argentina, Belize, Colômbia, México, Panamá, Venezuela
- C. rorotaensis Floch & Abonnenc, 1946

Brasil, Suriname, Guiana Francesa
- C. sacchettae Sirivanakarn & Jacob, 1981

Brasil
- C. saramaccensis Bonne-Wepster & Bonne., 1919

Equador, Suriname, Guiana Francesa
- C. implicatus Senevet & Abonnenc, 1939

- C. sardinerae Fox, 1953

Guatemala, Panamá, Porto Rico
- C. bilobatus Galindo & Blanton, 1954

- C. serratimarge Root, 1927

Argentina, Bolívia, Brasil, Colômbia, Guatemala, Nicarágua, Panamá, Paraguai, Peru, Trinidad e Tobago, Venezuela, Guiana Francesa
- C. silvai Duret, 1968

Brasil
- C. simulator Dyar & Knab, 1906

Panamá, Trinidad e Tobago, Venezuela
- C. venezuelensis Anduze, 1948

- C. spathulatus Forattini & Sallum, 1987

Brasil
- C. spissipes (Theobald, 1903)

Belize, Bolívia, Brasil, Colômbia, Equador, Guatemala, Honduras, México, Panamá, Peru, Suriname, Trinidad e Tobago, Venezuela, Guiana Francesa
- C. alvarezi Sutil Oramas, Pulido Florenzano & Amarista Meneses, 1987

Venezuela
- C. fur Dyar & Knab, 1907

- C. haynei Komp & Curry, 1932

- C. menytes Dyar, 1918

- C. sursumptor Dyar, 1924

Colômbia, Equador, Panamá, Venezuela
- C. ligator Dyar, 1924

- C. symbletos Sallum & Hutchings, 2003

Brasil, Peru
- C. taeniopus Dyar & Knab, 1907

Argentina, Bahamas, Belize, Bolívia, Colômbia, Costa Rica, República Dominicana, Guatemala, Honduras, Jamaica, México, Nicarágua, Panamá, Peru, Venezuela, Porto Rico, Ilhas Caymans, Guiana Francesa
- C. annulipes Theobald, 1907

- C. tecmarsis Dyar, 1918

Colômbia, Costa Rica, Panamá, Venezuela
- C. terebor Dyar, 1920

Suriname
- C. theobaldi (Lutz, 1904)

Argentina, Belize, Bolívia, Brasil, Colômbia, Costa Rica, Equador, Guatemala, Honduras, México, Nicarágua, Panamá, Peru, Suriname, Uruguai, Venezuela, Guiana Francesa
- C. aurilatus Senevet & Abonnenc, 1939

- C. chrysonotum Dyar & Knab, 1908

- C. tournieri Senevet & Abonnenc, 1939

Guiana Francesa
- C. trifidus Dyar, 1921

Costa Rica, El Salvador, Guatemala, Honduras, México, Panamá
- C. trigeminatus Clastrier, 1970

Brasil, Guiana Francesa
- C. trilobulatus Duret & Barreto, 1956

Brasil
- C. trisetosus Fauran, 1961

Guiana Francesa
- C. unicornis Root, 1928

Venezuela, Guiana Francesa
- C. vexillifer Komp, 1936

Belize, Honduras, Panamá
- C. vidali Floch & Fauran, 1954

Guiana Francesa
- C. vomerifer Komp, 1932

Brasil, Colômbia, Equador, Panamá, Peru, Trinidad e Tobago, Venezuela, Guiana Francesa
- C. wepsterae Komp & Rozeboom, 1951

Suriname
- C. ybarmis Dyar, 1920

Brasil, Suriname, Trinidad e Tobago, Venezuela, Guiana Francesa
- C. jonistes Dyar, 1920

- C. zeteki Dyar, 1918

Belize, Brasil, Colômbia, Nicarágua, Panamá, Paraguai, Suriname, Trinidad e Tobago, Venezuela, Guiana Francesa
- C. loturus Dyar, 1925

### SubgêneroMicraedesCoquillett
- C. antillummagnorum Dyar, 1928

Cuba
- C. arawak Berlin, 1969

Jamaica
- C. biscaynensis Zavortink & O'Meara, 1999

Estados Unidos da América
- C. bisulcatus (Coquillett, 1905

Trinidad e Tobago, Caribe
- C. erethyzonfer Galindo & Blanton, 1954

Costa Rica, Panamá
- C. jalisco Berlin, 1974

México
- C. sandrae Berlin, 1969

México
- C. schicki Berlin, 1969

México

### SubgêneroMicroculexTheobald
- C. albipes Lutz, 1904

Brasil
- C. aphylactus Root, 1927

Brasil
- C. aureus Lane & Whitman, 1951

Brasil
- C. azymus Dyar & Knab, 1906

Trinidad e Tobago
- C. carioca Lane & Whitman, 1951

Brasil, Colômbia
- C. chryselatus Dyar & Knab, 1919

Brasil, Colômbia, Equador, Panamá, Suriname, Venezuela, Guiana Francesa
- C. consolator Dyar & Knab, 1906

Brasil, Trinidad e Tobago
- C. trychnus Root, 1927

- C. daumastocampa Dyar & Knab, 1908

Colômbia, Costa Rica, Panamá
- C. davisi Kumm, 1933

Brasil
- C. dubitans Lane & Whitman, 1951

Brasil
- C. elongatus Rozeboom & Komp, 1950

Colômbia, Peru
- C. gairus Root, 1927

Brasil
- C. gaudeator Dyar & Knab, 1907

Costa Rica, Panamá
- C. hedys Root, 1927

Brasil
- C. imitator Theobald, 1903

Argentina, Brasil, Colômbia, Equador, Guiana, México, Suriname, Trinidad e Tobago, Uruguai, Venezuela, Guiana Francesa
- C. argenteoumbrosus Theobald, 1907

- C. daumasturus Dyar & Knab, 1906

- C. vector Dyar & Knab, 1906

Brasil
- C. inimitabilis Dyar & Knab, 1906

Brasil, Granada, Suriname, Trinidad e Tobago, Venezuela
Brasil
- C. intermedius Lane & Whitman, 1951

Brasil
- C. jenningsi Dyar & Knab, 1907

Colômbia, Panamá
- C. kukenan Anduze, 1942

Colômbia, Venezuela
- C. lanei De Oliveira Coutinho & Forattini, 1962

Brasil
- C. microphyllus Root, 1927

Brasil
- C. neglectus Lutz, 1904

Brasil
- C. pleuristriatus Theobald, 1903

Bolívia, Brasil, Guiana, Suriname, Trinidad e Tobago, Venezuela, Guiana Francesa
- C. pulidoi Cova Garcia & Sutil Oramas, 1974

Venezuela
- C. reducens Lane & Whitman, 1951

Brasil
- C. reginae Floch & Fauran, 1955

Guiana Francesa
- C. rejector Dyar & Knab, 1906

Belize, Costa Rica, Guatemala, México, Nicarágua
- C. shopei Forattini & Toda, 1966

Brasil
- C. siphanulatus Lourenco de Oliveira & da Silva, 1987

Brasil
- C. stonei Lane & Whitman, 1943

Brasil, Peru, Suriname, Trinidad e Tobago, Guiana Francesa
- C. sutili Cova Garcia & Pulido F, 1974

Venezuela
- C. worontzowi Pessoa & Galvao, 1936

Brasil
- C. xenophobus Ronderos, 1965

Venezuela

### SubgêneroNeoculexDyar
- C. apicalis Adams, 1903

México, Estados Unidos da América
- C. arizonensis Bohart, 1948

México, Estados Unidos da América
- C. boharti Brookman & Reeves, 1950

Estados Unidos da América
- C. reevesi Bohart, 1948

- C. chaetoventralis (Theobald, 1910)

Austrália
- C. cheesmanae Mattingly & Marks, 1955

Nova Caledônia
- C. crassistylus Brug, 1934

Indonésia
- C. derivator Dyar & Knab, 1906

Costa Rica, México, Panamá
- C. douglasi Dobrotworsky, 1956

Austrália
- C. dumbletoni Belkin, 1962

Nova Caledônia
- C. europaeus Ramos, Ribeiro & Harrison, 2003

Portugal
- C. fergusoni (Taylor, 1914)

Austrália
- C. gamma Seguy, 1924

Argélia
- C. gaufini Belkin, 1962

Nova Caledônia
- C. impudicus Ficalbi, 1890

Irá, Itália, Marrocos, Portugal, Espanha
- C. sergentii Theobald, 1903

- C. johni Cova Garcia, Pulido F. & Escalante de Ugueto, 1979

Venezuela
- C. judaicus Edwards, 1926

Israel, Jordânia
- C. latus Dobrotworsky, 1956

Austrália
- C. leonardi Belkin, 1962

Austrália, Ilhas Salomão
- C. martinii Medschid, 1930

Bósnia e Herzegovina, República Checa, Alemanha, Hungria, Itália, Marrocos, Romênia, Eslováquia, Tajiquistão, Turquia, Uzbequistão, Sérvia e Montenegro
- C. millironi Belkin, 1962

Nova Caledônia
- C. pedicellus King & Hoogstraal, 1947

Indonésia
- C. postspiraculosus Lee, 1944

Austrália
- C. pseudomelanoconia Theobald, 1907

Austrália
- C. reevesi Wirth, 1948

México, Estados Unidos da América
- C. rubensis Sasa & Takahashi, 1948

Japão, Coreia, Rússia
- C. territans Walker, 1856

Canadá, República Checa, Alemanha, Grécia, Irão, Iraque, Jordânia, Luxemburgo, Polônia, Portugal, Romênia, Rússia, Eslováquia, Espanha, Turquia, Estados Unidos da América, Iugoslávia (Servia & Montenegro, Europa )
- C. frickii Ludlow, 1906

- C. nematoides Dyar & Shannon, 1925

- C. pyrenaicus Brolemann, 1919

- C. saxatilis Grossbeck, 1905

### SubgêneroNominaDubia
- C. aikenii Aiken & Rowland, 1906

Guiana
- C. americanus Neveu-Lemaire, 1902

Brasil, Trinidad e Tobago, Guiana Francesa, Caribe
- C. barkerii (Theobald, 1907)

Indonésia, Malásia
- C. bernardi (Borel, 1926)

Vietnã
- C. chrysothorax (Peryassu, 1908)

Brasil
- C. chrysothorax Newstead & Thomas, 1910

Brasil
- C. decorator Dyar & Knab, 1906

Trinidad e Tobago
- C. epirus Aiken, 1909

Guiana
- C. fasciolatus (Lutz, 1904. In Bourroul 1904)

Brasil
- C. gravitator Dyar & Knab, 1906

México
- C. humilis Theobald, 1901

Brasil
- C. indecorabilis (Theobald, 1903)

Brasil
- C. lugens Lutz, 1905

Brasil
- C. maculatus Von Humboldt, 1819

Equador
- C. microtaeniata Theobald, 1911

Indonésia
- C. mindanaoensis Baisas, 1935

Filipinas
- C. molestus Kollar, 1832

Brasil
- C. nigrescens (Theobald, 1907)

Brasil, Venezuela, Guiana Francesa
- C. nigricorpus (Theobald, 1901)

Brasil
- C. novaeguineae Evenhuis, 1989

- C. oblita Lynch Arribalzaga, 1891

Argentina
- C. pallipes Robineau-Desvoidy, 1827

Brasil
- C. suborientalis Baisas, 1938

Filipinas
- C. ventralis Walker, 1865

Papua-Nova Guiné
- C. virgultus Theobald, 1901

Brasil
- C. vulgaris Linnaeus, 1792

Suécia

### SubgêneroOculeomyiaTheobald
- C. bitaeniorhynchus Giles, 1901

Djibouti, Gabão, Gâmbia, Gana, Índia, Indonésia, Irão, Japão, Quênia, Coreia, Laos, Lesoto, Madagáscar, Malásia, Moçambique, Namíbia, Nepal, Nigéria, Paquistão, Palau, Filipinas, Rússia, Senegal, África do Sul, Sri Lanka, Sudão, Taiwan, Tanzânia, Tailândia, Uganda, Vietnã, Iémen, Zâmbia, Zimbabwe, Nova Caledônia, República Democrática do Congo
- C. sinensis Theobald, 1903

Bangladexe, China, Índia, Indonésia, Japão, Coreia, Malásia, Nepal, Papua-Nova Guiné, Filipinas, Rússia, Sudão, Taiwan, Vietnã, Myanmar

### SubgêneroPhenacomyiaHarbach & Peyton
- C. airozai Lane, 1945

Brasil
- C. corniger Theobald, 1903

Belize, Bolívia, Brasil, Colômbia, Costa Rica, Cuba, República Dominicana, Equador, El Salvador, Guatemala, Guiana, Haiti, Honduras, Jamaica, México, Nicarágua, Panamá, Peru, Suriname, Trinidad e Tobago, Uruguai, Venezuela, Guiana Francesa, Guadeloupe
- C. basilicus Dyar & Knab, 1906

- C. hassardii Grabham, 1906

- C. loquaculus Dyar & Knab, 1909

- C. rigidus Senevet & Abonnenc, 1939

- C. subfuscus Theobald, 1907

- C. lactator Dyar & Knab, 1906

México

### SubgêneroSirivanakarniusTanaka
- C. boninensis Bohart, 1956

Japão

### SubgêneroTinolestesCoquillett
- C. breviculus Senevet & Abonnenc, 1939

Brasil, Guiana Francesa
- C. mojuensis Duret & Damasceno, 1955

- C. cauchensis Floch & Abonnenc, 1945

Brasil, Guiana Francesa
- C. latisquama (Coquillett, 1905)

Costa Rica, Panamá, Suriname, Estados Unidos da América

### Sem Subgênero
- C. cairnsensis (Taylor, 1919)

Austrália
- C. flochi Duret, 1969

Brasil, Colômbia, Guiana Francesa
- C. inornata (Theobald, 1905)

Guiana
- C. nicaroensis Duret, 1967

Cuba
- C. nigrimacula Lane & Whitman, 1943

Brasil, Guiana Francesa
- C. ocellatus Theobald, 1903

Bolívia, Brasil, Colômbia, Guiana Francesa
- C. automartus Root, 1927

- C. punctiscapularis Floch & Abonnenc, 1946

Guiana Francesa
- C. romeroi Surcouf & Gonzalez-Rincones, 1912

Venezuela